# 大!天才てれびくん
大!天才てれびくん（だいてんさいてれびくん）は、2011年4月11日から2014年3月27日までNHK Eテレで放送されていたテレビ番組。

## 概要
『天才てれびくん』のテレビ番組第4作、第10代総合司会、放送開始19年目から21年目のシリーズにあたる。
舞台設定は大天才テレビジョン。番組の対象年齢は小学生と中学生。
当初は2011年3月28日放送開始と告知されていたが、東日本大震災の影響で2週間延期され、2011年4月11日に放送開始。番組司会者および2011年度の在籍てれび戦士の社員証に「発行日 平成23.03.28」と記載されているのはその名残である。
番組初年度の2011年度は「ドラマ・大天才テレビジョン」「ドラまちがい」「札式蹴り野球」などのコーナーが年度途中でリニューアルされており、てれび戦士の活躍を増やすテコ入れが2学期から実施されている。
『大!天才てれびくん』の放送期間にシリーズ20周年を迎え、2013年1月3日には特別番組『祝20周年 バンザイ!天才てれびくん』を放送。
2014年ソチオリンピックの放送のためオリジナル放送日に24分枠の短縮放送を4回実施。通常とは異なる曜日に放送する変則編成も一部コーナーで発生した。
2020年3月15日の日曜16:25から『大!天才てれびくん』第1回が再放送された。

## 基礎情報

### 番組データ
- 放送局：NHK Eテレ
- 放送期間：2011年4月11日 - 2014年3月27日
- 放送時間：月曜 - 木曜 18:20 - 18:54（34分）
- 総合司会：出川哲朗、鈴木あきえ
- メインナレーション：垂木勉

### 国際放送
英語名は『Grand Whiz-Kids TV』。
| 地域             | チャンネル              | 放送時間                                                                          | 標準時   | 脚注    |
| ---------------- | ----------------------- | --------------------------------------------------------------------------------- | -------- | ------- |
| アメリカ・カナダ | テレビジャパン          | 月曜 - 木曜 17:25 - 18:00 ※2011年度 - 2012年度月曜 - 木曜 17:55 - 18:30 ※2013年度 | 北米東部 | [ * 2 ] |
| ヨーロッパ・中東 | JSTV1                   | 火曜 - 金曜 16:55 - 17:30                                                         | イギリス | [ * 3 ] |
| 上記以外の地域   | NHKワールド・プレミアム | 火曜 - 金曜 18:25 - 18:59                                                         | 日本時間 | [ * 4 ] |

### 2011年度
| タイトル                         | 備考       |
| -------------------------------- | ---------- |
| 大天才テレビジョン               | ストーリー |
| ドラまちがい                     | 火曜ドラマ |
| ちび☆デビ!                       | 月曜アニメ |
| MTK ミュージックてれびくん       | 新作10曲   |
| 大!木曜LIVE                      | 木曜生放送 |
| ヒット番組への道                 | 月曜・火曜 |
| てれび戦士育成計画               | 月曜・火曜 |
| 大!宇宙臨時放送局                | 月曜・木曜 |
| ごちそう on the EARTH            | 月曜       |
| 乗りすけさん                     | 月曜       |
| 大天才テレビジョン アニメ制作部  | 月曜       |
| 2011年度 月曜企画                | 月曜       |
| どうぶつ飼いたい!百科            | 火曜       |
| 大!天職                          | 火曜       |
| 古坂大魔王の特選!ダメトーク      | 火曜       |
| 人の話を聞け                     | 水曜       |
| 大天才テレビジョン放送技術研究所 | 水曜       |
| 札式蹴り野球                     | 水曜       |
| てれび戦士問答                   | 夏休み     |
| 大!天才クエスト                  | 特別企画   |
| 地デジ化 緊急企画! 大!QUIZ祭     | 特別企画   |
| 迷走劇場ウラシマ                 | イベント   |

### 2012年度
| タイトル                                       | 備考       |
| ---------------------------------------------- | ---------- |
| 大天才テレビジョン                             | ストーリー |
| ドラまちがい                                   | 火曜ドラマ |
| ちび☆デビ!                                     | 月曜アニメ |
| ズモモとヌペペ                                 | 火曜アニメ |
| 黒魔女さんが通る!!                             | 水曜アニメ |
| MTK ミュージックてれびくん                     | 新作11曲   |
| てれび戦士プロデュース室                       | MTK関連    |
| 大!木曜LIVE                                    | 木曜生放送 |
| ヒット番組への道                               | 月曜・火曜 |
| てれび戦士育成計画                             | 月曜・火曜 |
| フダケリ ワルズの逆襲                          | 月曜       |
| ドウブツカメラ!                                | 月曜       |
| 古坂大魔王のマル秘ダメトーク                   | 火曜       |
| ごはんがすすむ○○〜大天才テレビジョン社員食堂〜 | 火曜       |
| 大天才テレビショッピング                       | 火曜       |
| 人の話を聞け                                   | 水曜       |
| 大天才テレビジョン放送技術研究所               | 水曜       |
| 乗りすけさん                                   | 水曜       |
| てれび戦士問答                                 | 夏休み     |
| 大天才ニュースUSO                              | 単発企画   |
| 大!天才クエストII〜古坂大魔王の挑戦状〜        | 特別企画   |
| 真夏の夜の虫                                   | イベント   |
| 祝20周年 バンザイ!天才てれびくん               | 特別番組   |

### 2013年度
| タイトル                                     | 備考       |
| -------------------------------------------- | ---------- |
| 大天才テレビジョン                           | ストーリー |
| ドラまちがいd                                | 火曜ドラマ |
| ちび☆デビ!                                   | 月曜アニメ |
| 黒魔女さんが通る!!                           | 水曜アニメ |
| MTK ミュージックてれびくん                   | 新作11曲   |
| 大!木曜LIVE                                  | 木曜生放送 |
| ヒット番組への道                             | 月曜・火曜 |
| てれび戦士育成計画                           | 月曜・火曜 |
| フダケリ ワルズの野望                        | 月曜       |
| 押忍!シャイ番長友情の旅                      | 月曜       |
| 大天才テレビジョン報道部 スクープ野郎Uチーム | 火曜       |
| 乗りすけさん                                 | 火曜       |
| 人の話を聞け                                 | 水曜       |
| 大天才テレビジョン放送技術研究所             | 水曜       |
| 古坂大魔王のワルラジ                         | 水曜       |
| 古坂大魔王のワルラジ ミニ 20秒で答えろ       | 総集編など |
| 大!天才クエストIII〜大天才王国物語〜         | 特別企画   |
| パズルの迷宮とゼロの秘宝                     | イベント   |

## スタッフ
- 構成 - アサダアツシ
- アートディレクション - 浦野康介
- 技術 - 中橋孝雄、安村達治、橋本直明
- 映像技術 - 島根幸宏、八木淳
- 音声 - 村山巧
- 音響効果 - 磯田正文、塚田大
- 衣装デザイン - 広瀬水音
- CG制作 - 改裕介、齊藤宜之
- ディレクター - 村主岳史、冨田百合子、財津宏一、坂田淳、岸本伸介、平井雅仁
- 制作統括 - 山田淳、坂田淳、石川昌孝
- 制作協力 - IVSテレビ制作
- 制作・著作 - NHK
- NHK制作担当 - 青少年・教育番組部

## 音楽
| 年度 | オープニング              | エンディング |
| ---- | ------------------------- | ------------ |
| 2011 | 大!天才てれびくんのテーマ | Love Song    |
| 2012 | 大!天才てれびくん2012     | 恋する季節   |
| 2013 | 世界はBON HI-BON!         | 告白         |

### 大!天才てれびくんのテーマ
2011年度オープニングテーマ。
大!天才てれびくんのテーマ
- 歌：Boogie the マッハモータース
- 作詞・作曲：makojet
- 放送尺：30秒

音楽商品
- 2011年05月18日「Love Song」
- 2011年10月19日『電波胎動』
- 2012年02月29日『MTK the 16th』

### Love Song
2011年度エンディングテーマ。
Love Song
- 歌：てれび戦士2011
- 作詞・作曲：キヨサク
- 編曲：MONGOL800
- 放送尺：1分30秒
- バージョン
  - 通常版
  - レコーディング
  - ロケメイキング

音楽商品
- 2011年05月18日「Love Song」
- 2012年02月29日『MTK the 16th』

シングル
- 規格：12cmCD
- 発売日：2011年5月18日
- 税抜価格：1200円
- 発行：NHKサービスセンター
- 発売：日本コロムビア
- 規格品番：COCC-16471
- EANコード：JAN 4988001468202

| #  | タイトル                           | 作詞 | 作曲・編曲 | アーティスト                | 時間 |
| -- | ---------------------------------- | ---- | ---------- | --------------------------- | ---- |
| 1. | 「大!天才てれびくんのテーマ」      |      |            | Boogie the マッハモータース | 0:32 |
| 2. | 「Love Song」                      |      |            | てれび戦士2011              | 3:25 |
| 3. | 「ホントの自分（フルバージョン）」 |      |            | 脇菜々香                    | 4:17 |
| 4. | 「ホントの自分（MTKバージョン）」  |      |            | 脇菜々香                    | 1:34 |
| 5. | 「Love Song」                      |      |            | オリジナルカラオケ          | 3:20 |
| 6. | 「ホントの自分（フルバージョン）」 |      |            | オリジナルカラオケ          | 4:15 |

### 大!天才てれびくん2012
2012年度オープニングテーマ。
大!天才てれびくん2012
- 歌：Omodaka
- 作詞・作曲：寺田創一
- 放送尺：30秒

音楽商品
- 2012年05月30日「恋する季節」
- 2013年03月06日『MTK the 17th』

### 恋する季節
2012年度エンディングテーマ。
恋する季節
- 歌：てれび戦士2012
- 作詞・作曲：山口隆
- 編曲・演奏：サンボマスター
- 放送尺：1分30秒

音楽商品
- 2012年05月30日「恋する季節」
- 2013年03月06日『MTK the 17th』

シングル
- 規格：12cmCD
- 発売日：2012年5月30日
- 税抜価格：1200円
- 発行：NHKサービスセンター
- 発売：日本コロムビア
- 規格品番：COCC-16580
- EANコード：JAN 4988001730644

| #  | タイトル                          | 作詞 | 作曲・編曲 | アーティスト       | 時間 |
| -- | --------------------------------- | ---- | ---------- | ------------------ | ---- |
| 1. | 「大!天才てれびくん2012」         |      |            | Omodaka            | 0:31 |
| 2. | 「恋する季節」                    |      |            | てれび戦士2012     | 3:09 |
| 3. | 「風の自転車 エレクトロニカver.」 |      |            | 浅賀玲音           | 2:05 |
| 4. | 「荒野のひとしずく」              |      |            | 矢部昌暉           | 4:05 |
| 5. | 「恋する季節」                    |      |            | オリジナルカラオケ | 3:09 |
| 6. | 「風の自転車 エレクトロニカver.」 |      |            | オリジナルカラオケ | 2:04 |
| 7. | 「荒野のひとしずく」              |      |            | オリジナルカラオケ | 4:01 |

### 世界はBON HI-BON!
2013年度オープニングテーマ。
世界はBON HI-BON! 〜大!天才てれびくんのテーマ2013
- 制作：CTO LAB.
岡田徹、Polymoog、イマイケンタロウ
- 放送尺：28秒

音楽商品
- 2013年05月29日「告白」
- 2013年07月03日「世界はBON HI-BON! 〜大!天才てれびくんのテーマ2013」
- 2014年03月05日『MTK the 18th』
- 2018年11月14日『BEYOND THE BOX』

シングル
- 規格：12cmCD、音楽配信
- 発売日：2013年7月3日
- 販売元：BounDEE by SSNW
- レーベル：CTO LAB./valb label
- 規格品番：DQC-1097
- EANコード：JAN 4543034035496

| #  | タイトル                                                                    | 作詞 | 作曲・編曲 | 時間 |
| -- | --------------------------------------------------------------------------- | ---- | ---------- | ---- |
| 1. | 「世界はBON HI-BON! 〜大!天才てれびくんのテーマ2013」(オリジナルバージョン) |      |            | 2:04 |
| 2. | 「世界はBON HI-BON! 〜大!天才てれびくんのテーマ2013」(カラオケバージョン)   |      |            | 2:02 |

### 告白
2013年度エンディングテーマ。
告白
- 歌：てれび戦士2013
- 作詞・作曲：オカモトショウ
- 編曲・演奏：OKAMOTO'S
- 放送尺：1分30秒

音楽商品
- 2013年05月29日「告白」
- 2014年03月05日『MTK the 18th』

シングル
- 規格：12cmCD
- 発売日：2013年5月29日
- 税抜価格：1200円
- 発行：NHKサービスセンター
- 発売：日本コロムビア
- 規格品番：COCC-16727
- EANコード：JAN 4988001745679

| #  | タイトル              | 作詞 | 作曲・編曲 | アーティスト                             | 時間 |
| -- | --------------------- | ---- | ---------- | ---------------------------------------- | ---- |
| 1. | 「世界はBON HI-BON!」 |      |            | CTO LAB.                                 | 0:32 |
| 2. | 「告白」              |      |            | てれび戦士2013                           | 3:25 |
| 3. | 「Bound, Go Ahead!」  |      |            | 長江崚行、鎮西寿々歌、浅賀玲音、寺田朱里 | 3:36 |
| 4. | 「告白」              |      |            | オリジナルカラオケ                       | 3:25 |
| 5. | 「Bound, Go Ahead!」  |      |            | オリジナルカラオケ                       | 3:33 |

## 大天才テレビジョン

### 概要
『大!天才てれびくん』に登場する架空のテレビジョン放送局。時代設定はリアルタイムの現代。『ドラマ 大天才テレビジョン 第1回「新てれび戦士 着任」』（2012年4月2日）では、「大天才テレビジョン 重点目標2012」と書かれた資料が登場しており、放送当時の西暦と同じ年の設定であることが判明している。また、社員証の発行日の表記は「平成」である。
ドラマ・大天才テレビジョン
2011年4月11日 - 2012年3月6日の毎週月曜日に放送されたドラマ。1学期は次のコーナーにあたる「ヒット番組への道」にリンクするようになっていた。2学期からは独立し、「大天才テレビジョン第2次計画」のサブタイトルがつく。 2012年4月2日 - 2014年2月26日は、放送回数は月1回程度に変わり、放送される尺が長くなっているが設定は引き継いでいる。

### 会社概要
基礎情報
2011年時点で創業543991年のテレビ局。資本金は1億ネオ円。
本社の住所は「ネオ東京ネオ渋谷区ネオ神南2-2-1」。本社の所在地と社屋の外観はNHK放送センターをモチーフとしている。
社訓
てれび戦士は100%の勇気と努力 気をつけよう 油断・過信はテレゾンビ
第1スタジオ
月曜日から水曜日のメインCGスタジオ。
「ヒット番組への道」「てれび戦士育成計画」のオープニングでは殺風景なスタジオからスタート。司会者の「セットチェンジ」の掛け声でセットが組みあがる。セットチェンジ後はベルトコンベアが稼働し、2011年度と2012年度は「大道具」、2013年度は「歴代CGキャラクター」が運ばれている。セットの奥には「MAX」のロゴ看板がある。
「人の話を聞け」「てれび戦士問答」「大天才テレビショッピング」も背景ベースは「第1スタジオ」である。
第2スタジオ「大天ジム」
てれび戦士がトレーニングウェア着用で行う企画で使用。
ふれあい広場
「大!木曜LIVE」で使用。
放送技術研究所
「大天才テレビジョン放送技術研究所」で使用。大天才テレビジョン本社の地下深くに存在する極秘の研究施設。
社員食堂
「ごはんがすすむ○○〜大天才テレビジョン社員食堂〜」で使用。CGセットではない。
その他の施設
番組に登場したNHK放送センターのすべての施設が大天才テレビジョンの施設として紹介される。

### てれび戦士
今作ではてれび戦士は「大天才テレビジョンの社員（企業戦士）」という設定。5月第2週から毎回1〜3人登場。企画会議に参加することもあるが、アイデアがあまり出てこなかったり自分の特技を利用した企画を押し通そうとしたりする。9月第2週からは全員登場している。
2012年度4月第1週でのてれび戦士の交代は「異動」または「転勤」という扱いになっており、2012年度から登場しているてれび戦士も、「以前から大天才テレビジョンの支局や他の部署で働いている」という設定になっていた。
- 矢部昌暉

従業員番号980109。2011年度。
前所属「天才てれびくんタロウ」。次所属「北の国支局」。
- 木島杏奈

従業員番号980129。2011年度。
前所属「天才てれびくんタロウ」。次所属「北の国支局」。
- ファデン咲美亜

従業員番号991119。2011年度。
次所属「国際放送センター」。
- 勝隆一

従業員番号000519。2011年度。
次所属「山奥出張所」。
- 椋木マルティン

従業員番号000423。2011年度。
次所属「坂の上分室」。
- 浅賀玲音

従業員番号981109。2011年度 - 2012年度。
次所属「ファンタジー博物館」。
- 長江崚行

従業員番号980826。2011年度 - 2012年度。
次所属「西の国支局」。
- 鎮西寿々歌

従業員番号981124。2011年度 - 2012年度。
次所属「西の国支局」。
- 寺田朱里

従業員番号980814。2011年度 - 2012年度。
次所属「総合美術部」。
- 島田太一

従業員番号010203。2011年度 - 2013年度。
- 岡田結実

従業員番号000415。2011年度 - 2013年度。
- 延命杏咲実

従業員番号031115。2011年度 - 2013年度。
- 金子隼也

従業員番号991127。2012年度 - 2013年度。
- 長谷川ニイナ

従業員番号000331。2012年度 - 2013年度。
- ソーズビー航洋

従業員番号000414。2012年度 - 2013年度。
前所属「 アメリカオレゴン支局」
- 竹原司

従業員番号010716。2012年度 - 2013年度。
前所属「山奥出張所」
- 黒澤美澪奈

従業員番号010512。2012年度 - 2013年度。
- 山田陶子

従業員番号011026。2012年度 - 2013年度。
前所属「 大放研リサーチ部」
- 野田真哉

従業員番号000403。2013年度。
前所属「中部支局」。
- 中里萌

従業員番号001214。2013年度。
前所属「湾岸出張所」。
- 中尾美晴

従業員番号010724。2013年度。
前所属「関西支局」。
- 相澤侑我

従業員番号021202。2013年度。
前所属「大天祭事務局 芸能部」。

### 「大!天才てれびくん」制作班
総合司会の番組設定。設定が番組制作スタッフの総合司会は2002年度（極楽とんぼ）以来、8年ぶり。
特命プロデューサー 出川哲朗
- 演：出川哲朗

従業員番号640213。通称「出川特命P」。
大天才テレビジョンの看板番組「大!天才てれびくん」を立て直すためにプロデューサーに抜擢された『伝説のリアクション芸人』。ドラマも含め、鈴木APやてれび戦士からは「ボス」とも呼ばれている。2012年度からおきた事件の犯人扱いされたり全放送清く正しく美しく好感度向上委員会（全方向）囚われてたらいをたくさん頭に落とされる調教など受けたり、上からの期待を裏切りたくないと思っている苦労人である。
アシスタントプロデューサー 鈴木あきえ
- 演：鈴木あきえ

従業員番号870312。通称「鈴木AP」。
「天才てれびくんタロウ」のプロデューサーだったが、出川哲朗の特命プロデューサーの抜擢に伴いアシスタントプロデューサーに降格した。てれび戦士や出川特命Pを叱咤している。何かあるとマンションのローンを気にする。また、隙あらばプロデューサーの座を取り返そうとする。

### 大天才テレビジョン社員
会長
- 演：斎藤洋介

大天才テレビジョンの会長。出川特命プロデューサーを呼びつけた張本人で、毎回どこからともなく現れ番組制作へのヒントを告げる。1学期放送分では月曜日のED(Love Song)前にも現れていた。10月第1週以降登場していなかったが、2月第1週より再び登場している。
編成局長
- 演：我修院達也

従業員番号501210
10月第1週から登場だが9月第4週には会長の口から語られている。てれび戦士達とともに番組編成局が関わるようにという会長の命を受けた。部下とともに会議に参加する前に一足早くてれび戦士の近くに現れ、アルバイトのフランス人（口調がフランス語を話せる寺田朱里とフランス語での会話が成立したと木島杏奈などに思われたため）に勘違いされる。
企画会議でのてれび戦士の意見をすべて却下し、出川特命Pにさらなる戦士の育成を命じる一方、鎮西寿々歌に大天才テレビジョンから独立しソロ活動しないかと持ちかける。
2012年度の第8話のエピローグで姿が消えて以降は行方不明。2013年度も番組公式HPには名前が残っているが、2013年度の出演はなかった。さよならは突然に事件では、研究所主任に頼んで後述にでる「テレゾンビ」を作らせた本人曰く「あの時のてれびの栄光をみたかった」とのこと。
放送技術研究所 主任
- 演：ふかわりょう

従業員番号740819
いろんな物を開発、企画などしているがほとんどが却下されている。また自分の開発した物が事件を起こしたりする（例:力を向上させる熊の着ぐるみが強盗犯に着られ、てれび戦士が人質にとられたりなど）。2012年度では1993年から集めたてれび戦士をデータにし、ホログラムロボット「テレゾンビ」を作った。
エグゼクティブプロデューサー 上島竜兵
- 演：上島竜兵（ダチョウ倶楽部）

6月第4週に初登場し、その後9月第2週・第4週、11月第4週にも登場。会長が敬語で話すなどかなり高い身分の者らしいが詳細は不明。ゴルゴプロデューサーが「上島エグゼクティブプロデューサー」と言及。出川特命Pと確執がある。
2014年1月13日 - 15日放送のメイン企画「ダチョウ倶楽部と対決」でも同じ役職で出演し、番組の主導権をかけたゲーム対決を行った。また、2012年度では先述のテレゾンビの一員として登場している。
ゴルゴプロデューサー
- 演：ゴルゴ松本（TIM）

10月第3週から11月第3週まで登場。大天才テレビジョンのプロデューサー。「天才てれびくんMAX」の元プロデューサーであり、「大!天才てれびくん」の出川特命Pをライバル視する。自分が勝てば上島エグゼクティブプロデューサーに番組を譲る条件で廊下でボウリングの勝負を仕掛けるが敗北し、捨て台詞を残して立ち去った。
広報部
- 演：狩野英孝

警備部長
- 演：ゆうたろう

報道部 部長
- 演：ウド鈴木（キャイ〜ン）

従業員番号700119

### 関係者
古坂大魔王
- 演：古坂大魔王

従業員番号730717
札付きワルズ監督。大天才テレビジョンの元社員。

### ドラマ放送日程
| 回 | 連動企画                                 | 放送日         |
| -- | ---------------------------------------- | -------------- |
| 1  | 出川イズムで番宣大作戦！                 | 2011年04月11日 |
| 2  | ヒット番組への道「ぐるぐるバット」       | 2011年04月18日 |
| 3  | ヒット番組への道「二人羽織」             | 2011年04月25日 |
| 4  | ヒット番組への道「殺陣」                 | 2011年05月02日 |
| 5  | ヒット番組への道「イマジネーション」     | 2011年05月16日 |
| 6  | ヒット番組への道「ドミノ倒し」           | 2011年05月23日 |
| 7  | ヒット番組への道「組織力 集団ものまね」  | 2011年05月30日 |
| 8  | ヒット番組への道「サバイバルじゃんけん」 | 2011年06月06日 |
| 9  | ヒット番組への道「工場見学」             | 2011年06月20日 |
| 10 | ヒット番組への道「プレッシャー」         | 2011年06月27日 |
| 11 | ヒット番組への道「ホラー大作戦」         | 2011年07月05日 |
| 11 | ヒット番組への道「ホラー大作戦」         | 2011年07月06日 |
| 12 | 緊急企画・あなたの声届いてます           | 2011年07月11日 |
| 12 | 緊急企画・あなたの声届いてます           | 2011年07月12日 |
| 13 | 大!天才クエスト                          | 2011年09月05日 |
| 13 | 大!天才クエスト                          | 2011年09月07日 |

| タイトル                                      | 放送日         |
| --------------------------------------------- | -------------- |
| 大天才テレビジョン第2次計画 #1                | 2011年09月12日 |
| 大天才テレビジョン第2次計画 #2                | 2011年09月19日 |
| 大天才テレビジョン第2次計画 #3                | 2011年09月26日 |
| 大天才テレビジョン第2次計画 #4                | 2011年10月10日 |
| 大天才テレビジョン第2次計画 #5                | 2011年10月17日 |
| 大天才テレビジョン第2次計画 #6                | 2011年10月24日 |
| 大天才テレビジョン第2次計画 #7                | 2011年10月31日 |
| 大天才テレビジョン第2次計画 #8                | 2011年11月14日 |
| 大天才テレビジョン第2次計画 #9                | 2011年11月21日 |
| 大天才テレビジョン第2次計画 #10               | 2011年11月28日 |
| 大天才テレビジョン第2次計画 #11               | 2011年12月05日 |
| 大天才テレビジョン第2次計画 #12               | 2011年12月12日 |
| 大天才テレビジョン第2次計画 #13               | 2012年01月09日 |
| 大天才テレビジョン第2次計画 #14               | 2012年01月16日 |
| 大天才テレビジョン第2次計画 #15               | 2012年01月23日 |
| 大天才テレビジョン第2次計画 #16               | 2012年02月06日 |
| 大天才テレビジョン第2次計画 #17               | 2012年02月13日 |
| 大天才テレビジョン第2次計画 #18               | 2012年02月20日 |
| 大天才テレビジョン第2次計画 #19               | 2012年02月29日 |
| 第2次計画 大総集編 前編（#1 - #12）           | 2012年03月05日 |
| 第2次計画 大総集編 後編（#13 - #19+追加映像） | 2012年03月06日 |

| 回    | タイトル                     | 放送日         |
| ----- | ---------------------------- | -------------- |
| 第1回 | 新てれび戦士 着任            | 2012年04月02日 |
| 第2回 | 森の熊さん事件               | 2012年05月07日 |
| 第3回 | 星の王子様事件               | 2012年06月11日 |
| 第4回 | そして誰もいなくなった事件   | 2012年07月09日 |
| 第5回 | 上を向いて歩こう事件         | 2012年10月08日 |
| 第6回 | ささやきの壺事件             | 2012年11月12日 |
| 第7回 | たとえ君の姿が変わっても事件 | 2012年12月03日 |
| 第8回 | さよならは突然に事件         | 2013年02月27日 |

| 回     | タイトル                   | 放送日         | 脚注     |
| ------ | -------------------------- | -------------- | -------- |
| 第1回  | 海と怪獣とリアクション事件 | 2013年04月01日 | [ 注 2 ] |
| 第9回  | 赤いエマニュエル事件       | 2013年05月06日 |          |
| 第10回 | 箱とスウェットと私事件     | 2013年06月10日 |          |
| 第11回 | 君といつまでも事件         | 2013年07月08日 |          |
| 第12回 | 夕暮れ湯けむり旅情事件     | 2013年10月07日 |          |
| 第13回 | 僕の前に道はない事件       | 2013年11月11日 |          |
| 第14回 | 新年のごあいさつ事件       | 2014年01月06日 |          |
| 第15回 | 仮面は踊る事件             | 2014年02月10日 |          |
| 最終回 | てれび戦士の証明事件       | 2014年02月26日 |          |

### ドラマスペシャル あの事件は何だったのか事件
『大!天才てれびくん ドラマ・大天才テレビジョンスペシャル あの事件は何だったのか事件』は、『大!天才てれびくん』の特別番組。
基礎情報
- 日時：2013年12月30日 月曜18:00 - 18:54（54分）
- 出典：[18]

概要
「たとえ君の姿が変わっても事件」「君といつまでも事件」「箱とスウェットと私事件」の3事件を新規撮影パートを交えて再構成した総集編。
あらすじ
警備部長ゆうたろうが警備部詰所に「大天才テレビジョン局内における連続したりしなかったりする未解決事件合同捜査本部」を立ち上げ、事件の関係者に事情聴取する。
新規撮影パート出演者
- ゆうたろう - 警備部長
- 鎮西寿々歌 - 西の国支局
- 2013年度てれび戦士

スタッフ
- 脚本 - 佐東みどり、井上テテ
- 演出 - 村主岳史、渡部真
- 制作統括 - 坂田淳

## 主要企画一覧
『大!天才てれびくん』の月曜日と火曜日のメインコーナー「ヒット番組への道」「てれび戦士育成計画」および類似の特別企画を放送日順に記載する。

### 2011年度
| 2011年   | 内容                                           | 注釈      |
| -------- | ---------------------------------------------- | --------- |
| 04月11日 | 出川イズムで番宣大作戦!!                       |           |
| 04月12日 | てれび戦士育成計画 謝罪                        | [ 注 3 ]  |
| 04月18日 | ヒット番組への道 ぐるぐるバット                | [ 注 4 ]  |
| 04月19日 | てれび戦士育成計画 ほめる                      | [ 注 5 ]  |
| 04月25日 | ヒット番組への道 二人羽織                      | [ 注 6 ]  |
| 04月26日 | てれび戦士育成計画 護身術                      | [ 注 7 ]  |
| 05月02日 | ヒット番組への道 殺陣                          | [ 注 8 ]  |
| 05月03日 | てれび戦士育成計画 段取り                      | [ 注 9 ]  |
| 05月16日 | ヒット番組への道 イマジネーションクイズ        | [ 注 10 ] |
| 05月17日 | てれび戦士育成計画 ポージング                  | [ 注 11 ] |
| 05月23日 | ヒット番組への道 コツコツでドミノ倒し          | [ 注 12 ] |
| 05月24日 | てれび戦士育成計画 滑舌                        | [ 注 13 ] |
| 05月30日 | ヒット番組への道 組織力 集団ものまね           | [ 注 14 ] |
| 05月31日 | てれび戦士育成計画 殺陣2                       | [ 注 15 ] |
| 06月06日 | ヒット番組への道 サバイバルじゃんけん          | [ 注 14 ] |
| 06月07日 | てれび戦士育成計画 テッパン芸                  | [ 注 16 ] |
| 06月20日 | ヒット番組への道 工場見学で作業を体験          | [ 注 17 ] |
| 06月21日 | てれび戦士育成計画 トリックアート              | [ 注 18 ] |
| 06月27日 | ヒット番組への道 プレッシャー サッカーPK       | [ 注 19 ] |
| 06月28日 | てれび戦士育成計画 説明力                      | [ 注 20 ] |
| 07月04日 | ヒット番組への道 ホラー大作戦 前編             | [ 注 21 ] |
| 07月05日 | ヒット番組への道 ホラー大作戦 後編             | [ 注 21 ] |
| 07月11日 | 緊急企画 あなたの声ちゃんと届いてます 前編     | [ 注 22 ] |
| 07月12日 | 緊急企画 あなたの声ちゃんと届いてます 後編     | [ 注 23 ] |
| 08月01日 | てれび戦士解説版 第1回放送をふり返る           |           |
| 08月16日 | てれび戦士解説版 お化け屋敷ふりかえり特別編    | [ 注 24 ] |
| 08月18日 | てれび戦士解説版 トクダネーター特集            |           |
| 09月05日 | トロピカル社員旅行争奪 大!天才クエスト STAGE1  |           |
| 09月06日 | トロピカル社員旅行争奪 大!天才クエスト STAGE2  |           |
| 09月07日 | トロピカル社員旅行争奪 大!天才クエスト STAGE3  |           |
| 09月08日 | トロピカル社員旅行 in 沖縄                     |           |
| 09月12日 | てれび戦士育成計画 「根気」を鍛えろ            | [ 注 25 ] |
| 09月12日 | てれび戦士育成計画 「芸術力」を鍛えろ          | [ 注 26 ] |
| 09月13日 | てれび戦士育成計画 「見極め力」を磨け          | [ 注 27 ] |
| 09月19日 | ヒット番組への道 サバイバルじゃんけん 第2弾    | [ 注 28 ] |
| 09月20日 | てれび戦士育成計画 コツコツでドミノ倒し 第2弾  | [ 注 29 ] |
| 09月26日 | てれび戦士育成計画 怪談 前編                   | [ 注 30 ] |
| 09月27日 | てれび戦士育成計画 怪談 後編                   | [ 注 30 ] |
| 10月10日 | ヒット番組への道 パン食い競争 前編             | [ 注 31 ] |
| 10月11日 | ヒット番組への道 パン食い競争 後編             | [ 注 31 ] |
| 10月17日 | てれび戦士育成計画 断る力を鍛えろ 前編         | [ 注 32 ] |
| 10月18日 | てれび戦士育成計画 断る力を鍛えろ 後編         | [ 注 32 ] |
| 10月24日 | てれび戦士育成計画 実況 前編                   | [ 注 33 ] |
| 10月25日 | てれび戦士育成計画 実況 後編                   | [ 注 33 ] |
| 10月31日 | ヒット番組への道 昭和あそび                    | [ 注 34 ] |
| 11月01日 | ヒット番組への道 仮装でDIY                     | [ 注 35 ] |
| 11月14日 | ヒット番組への道 ザ・中国スペシャル 前編       | [ 注 36 ] |
| 11月15日 | ヒット番組への道 ザ・中国スペシャル 後編       | [ 注 36 ] |
| 11月21日 | 特別企画 相撲で1勝せよ! 前編                   |           |
| 11月22日 | 特別企画 相撲で1勝せよ! 後編                   |           |
| 11月28日 | ヒット番組への道 歌唱力向上法                  | [ 注 37 ] |
| 11月29日 | てれび戦士育成計画 追い込んで一芸              | [ 注 38 ] |
| 12月05日 | ヒット番組への道 吉本新喜劇 前編               | [ 注 39 ] |
| 12月06日 | ヒット番組への道 吉本新喜劇 後編               | [ 注 39 ] |
| 12月12日 | ヒット番組への道 強運ナンバーワンを決める      | [ 注 40 ] |
| 12月13日 | ヒット番組への道 クリスマス いい話をプレゼント | [ 注 41 ] |
| 2012年   | 内容                                           | 注釈      |
| 01月09日 | ヒット番組への道 大!羽根つき大会               | [ 注 42 ] |
| 01月10日 | てれび戦士育成計画 絵に描いたもち              | [ 注 43 ] |
| 01月16日 | ヒット番組への道 ハイブリッド企画 前編         | [ 注 44 ] |
| 01月17日 | ヒット番組への道 ハイブリッド企画 後編         | [ 注 45 ] |
| 01月23日 | ヒット番組への道 盛り上げ力 前編               | [ 注 46 ] |
| 01月24日 | ヒット番組への道 盛り上げ力 後編               | [ 注 46 ] |
| 02月06日 | てれび戦士育成計画 男子が女子に変身            | [ 注 47 ] |
| 02月07日 | てれび戦士育成計画 女子の心を学べ              | [ 注 47 ] |
| 02月13日 | てれび戦士育成計画 女子に変身して告白 前編     | [ 注 47 ] |
| 02月14日 | てれび戦士育成計画 女子に変身して告白 後編     | [ 注 47 ] |
| 02月14日 | てれび戦士育成計画 盛り上がるバンザイ          | [ 注 48 ] |
| 02月20日 | てれび戦士育成計画 どじょうすくい踊り          | [ 注 49 ] |
| 02月21日 | てれび戦士育成計画 酔っぱらいの流儀            | [ 注 50 ] |
| 02月27日 | てれび戦士育成計画 集大成 二人羽織             | [ 注 14 ] |
| 02月28日 | てれび戦士育成計画 集大成 ぐるぐるバット       | [ 注 14 ] |
| 02月29日 | てれび戦士育成計画 結束力 大縄跳び連続30回     | [ 注 14 ] |

### 2012年度
| 2012年   | 内容                                                 | 注釈      |
| -------- | ---------------------------------------------------- | --------- |
| 04月02日 | インパクトあるPRビデオで知名度向上をねらえ! 前編     | [ 注 51 ] |
| 04月03日 | インパクトあるPRビデオで知名度向上をねらえ! 後編     | [ 注 51 ] |
| 04月09日 | てれび戦士育成計画 見極める力を磨け 前編             | [ 注 52 ] |
| 04月10日 | てれび戦士育成計画 見極める力を磨け 後編             | [ 注 52 ] |
| 04月16日 | てれび戦士育成計画 パントマイムで表現力を磨け        | [ 注 53 ] |
| 04月17日 | てれび戦士育成計画 交渉力を磨け                      | [ 注 54 ] |
| 04月23日 | てれび戦士育成計画 弁護する力を磨け 前編             | [ 注 55 ] |
| 04月24日 | てれび戦士育成計画 弁護する力を磨け 後編             | [ 注 55 ] |
| 05月08日 | てれび戦士育成計画 クイズ グルメ絵描き歌             | [ 注 56 ] |
| 05月14日 | てれび戦士育成計画 ラブレターの作法 前編             | [ 注 57 ] |
| 05月15日 | てれび戦士育成計画 ラブレターの作法 後編             | [ 注 57 ] |
| 05月21日 | マイケル・ジャクソンの「スリラー」を踊れ! 前編       | [ 注 58 ] |
| 05月22日 | マイケル・ジャクソンの「スリラー」を踊れ! 後編       | [ 注 58 ] |
| 05月28日 | ヒット番組への道 ビジュアル系バンドになりきれ 前編   | [ 注 59 ] |
| 05月29日 | ヒット番組への道 ビジュアル系バンドになりきれ 後編   | [ 注 59 ] |
| 06月12日 | てれび戦士育成計画 プレゼン力を磨け                  | [ 注 60 ] |
| 06月18日 | てれび戦士育成計画 イギリス通を目指せ                | [ 注 61 ] |
| 06月19日 | ヒット番組への道 1分間で世界記録を目指せ!            | [ 注 62 ] |
| 06月25日 | ヒット番組への道 ブルース・リーになりきれ 前編       | [ 注 63 ] |
| 06月26日 | ヒット番組への道 ブルース・リーになりきれ 後編       | [ 注 63 ] |
| 07月02日 | てれび戦士育成計画 自慢話の作法 前編                 | [ 注 64 ] |
| 07月03日 | てれび戦士育成計画 自慢話の作法 後編                 | [ 注 64 ] |
| 07月10日 | てれび戦士育成計画 金子隼也改造計画                  | [ 注 65 ] |
| 07月23日 | 蔵出しバラエティ 1分間で世界記録を目指せ!            | [ 注 66 ] |
| 07月25日 | 蔵出しバラエティ 弁護する力を磨け                    | [ 注 67 ] |
| 07月30日 | てれび戦士解説版 PRビデオを作れ                      | [ 注 68 ] |
| 07月31日 | てれび戦士解説版 スリラーを踊れ                      | [ 注 69 ] |
| 08月08日 | 蔵出しバラエティ ビジュアル系バンドになりきれ        | [ 注 70 ] |
| 08月13日 | 蔵出しバラエティ ラブレターの作法                    | [ 注 71 ] |
| 09月03日 | 大!天才クエストII〜古坂大魔王の挑戦状〜 STAGE1       |           |
| 09月04日 | 大!天才クエストII〜古坂大魔王の挑戦状〜 STAGE2       |           |
| 09月05日 | 大!天才クエストII〜古坂大魔王の挑戦状〜 STAGE3       |           |
| 09月06日 | リゾート社員旅行                                     |           |
| 09月24日 | ヒット番組への道 二人三脚                            | [ 注 72 ] |
| 09月25日 | ヒット番組への道 影絵で世界進出                      | [ 注 73 ] |
| 10月09日 | てれび戦士育成計画 口笛で表現力を磨け                | [ 注 74 ] |
| 10月15日 | てれび戦士育成計画 季節はずれの卒業試験 前編         | [ 注 75 ] |
| 10月16日 | てれび戦士育成計画 季節はずれの卒業試験 後編         | [ 注 75 ] |
| 10月22日 | てれび戦士育成計画 男装女子が理想の男性像を追究 1    | [ 注 76 ] |
| 10月23日 | てれび戦士育成計画 男装女子が理想の男性像を追究 2    | [ 注 76 ] |
| 10月29日 | てれび戦士育成計画 男装女子が理想の男性像を追究 3    | [ 注 76 ] |
| 10月30日 | てれび戦士育成計画 就職試験                          | [ 注 77 ] |
| 11月13日 | てれび戦士育成計画 「怒る」技術                      | [ 注 78 ] |
| 11月19日 | ヒット番組への道 ジェスチャークイズ プレイバック2012 | [ 注 79 ] |
| 11月20日 | てれび戦士育成計画 似顔絵                            | [ 注 80 ] |
| 11月26日 | ヒット番組への道 スローVTRでヒット番組を作る         | [ 注 81 ] |
| 11月27日 | ヒット番組への道 クイズ フナ                         | [ 注 82 ] |
| 12月04日 | ヒット番組への道 サンタで三択クイズ                  | [ 注 83 ] |
| 2013年   | 内容                                                 | 注釈      |
| 01月07日 | 20周年特別企画 祝い20連発                            | [ 注 84 ] |
| 01月07日 | 20周年特別企画 大人の試練 前編                       | [ 注 84 ] |
| 01月08日 | 20周年特別企画 大人の試練 後編                       | [ 注 84 ] |
| 01月14日 | ヒット番組への道 ロック魂でヒットをねらえ! 1         | [ 注 85 ] |
| 01月15日 | ヒット番組への道 ロック魂でヒットをねらえ! 2         | [ 注 85 ] |
| 01月16日 | ヒット番組への道 ロック魂でヒットをねらえ! 3         | [ 注 85 ] |
| 01月21日 | ヒット番組への道 チンドン屋さんで番組広報            | [ 注 86 ] |
| 01月22日 | ヒット番組への道 負けたら即退場 サバイバルじゃんけん | [ 注 87 ] |
| 01月28日 | ヒット番組への道 鬼No.1決定戦                        | [ 注 88 ] |
| 01月29日 | 形容詞de借り物競走ずうずうしい 前編                  | [ 注 89 ] |
| 01月30日 | 形容詞de借り物競走ずうずうしい 後編                  | [ 注 89 ] |
| 02月11日 | てれび戦士育成計画 ブラジル通を目指せ                | [ 注 90 ] |
| 02月12日 | ヒット番組への道 バレンタインデー理想の告白 女子編   | [ 注 91 ] |
| 02月13日 | ヒット番組への道 バレンタインデー理想の告白 男子編   | [ 注 91 ] |
| 02月18日 | ヒット番組への道 大!天才フレンドパーク 前編          | [ 注 92 ] |
| 02月19日 | ヒット番組への道 大!天才フレンドパーク 後編          | [ 注 92 ] |
| 02月25日 | 出川特命Pプレゼンツ スキヤキパーティー大!作戦 前編   | [ 注 93 ] |
| 02月26日 | 出川特命Pプレゼンツ スキヤキパーティー大!作戦 後編   | [ 注 93 ] |

### 2013年度
| 2013年   | 内容                                             | 注釈       |
| -------- | ------------------------------------------------ | ---------- |
| 04月02日 | てれび戦士育成計画15番勝負 引っ越し対決 前編     |            |
| 04月03日 | てれび戦士育成計画15番勝負 引っ越し対決 後編     |            |
| 04月08日 | ヒット番組への道 視覚                            | [ 注 94 ]  |
| 04月09日 | ヒット番組への道 聴覚                            | [ 注 95 ]  |
| 04月15日 | ヒット番組への道 クイズ三重県                    | [ 注 96 ]  |
| 04月16日 | ヒット番組への道 いたずらドッキリ                | [ 注 97 ]  |
| 04月22日 | てれび戦士育成計画15番勝負 武井壮と対決 前編     |            |
| 04月23日 | てれび戦士育成計画15番勝負 武井壮と対決 後編     |            |
| 05月07日 | ヒット番組への道 もんじゃ焼きの材料争奪 クイズ粉 | [ 注 98 ]  |
| 05月13日 | てれび戦士育成計画15番勝負 ボウリング対決 前編   |            |
| 05月14日 | てれび戦士育成計画15番勝負 ボウリング対決 後編   |            |
| 05月20日 | ヒット番組への道 クイズ・バック・トゥ・ザ・1993  | [ 注 99 ]  |
| 05月21日 | ヒット番組への道 クイズ・バック・トゥ・ザ・2003  | [ 注 100 ] |
| 05月27日 | てれび戦士育成計画15番勝負 鬼ごっこ対決 前編     |            |
| 05月28日 | てれび戦士育成計画15番勝負 鬼ごっこ対決 後編     |            |
| 06月11日 | ヒット番組への道 大河ドラマ八重の桜 出演権争奪戦 | [ 注 101 ] |
| 06月17日 | ヒット番組への道 クイズ結婚式                    | [ 注 102 ] |
| 06月18日 | ヒット番組への道 出川イズム結婚式                | [ 注 103 ] |
| 06月24日 | ヒット番組への道 アニメーションダンス 前編       | [ 注 104 ] |
| 06月25日 | ヒット番組への道 アニメーションダンス 後編       | [ 注 104 ] |
| 07月01日 | てれび戦士育成計画 エアロビクスdeクイズ          | [ 注 105 ] |
| 07月02日 | ヒット番組への道 うちわを使った新ゲーム          | [ 注 106 ] |
| 07月09日 | てれび戦士育成計画 お化け屋敷de常識クイズ        | [ 注 107 ] |
| 09月02日 | 大!天才クエストIII〜大天才王国物語〜 STAGE1      |            |
| 09月03日 | 大!天才クエストIII〜大天才王国物語〜 STAGE2      |            |
| 09月04日 | 大!天才クエストIII〜大天才王国物語〜 STAGE3      |            |
| 09月05日 | 大!天才クエストIII〜大天才王国物語〜 STAGE4      |            |
| 09月09日 | てれび戦士育成計画15番勝負 ゴルフ対決 前編       |            |
| 09月10日 | てれび戦士育成計画15番勝負 ゴルフ対決 後編       |            |
| 09月16日 | ヒット番組への道 敬老の日企画 孫の知恵袋         | [ 注 108 ] |
| 09月17日 | ヒット番組への道 1.5倍企画開発                   | [ 注 109 ] |
| 09月23日 | ヒット番組への道 あたりまえ選手権 前編           | [ 注 110 ] |
| 09月24日 | ヒット番組への道 あたりまえ選手権 後編           | [ 注 110 ] |
| 10月08日 | ヒット番組への道 外国人にオススメの日本          | [ 注 111 ] |
| 10月14日 | ヒット番組への道 世界のレアな遊びで対戦 前編     | [ 注 112 ] |
| 10月15日 | ヒット番組への道 世界のレアな遊びで対戦 後編     | [ 注 112 ] |
| 10月21日 | ヒット番組への道 大!ブレイン パズル対決 前編     | [ 注 113 ] |
| 10月22日 | ヒット番組への道 大!ブレイン パズル対決 後編     | [ 注 113 ] |
| 10月29日 | てれび戦士育成計画 秋のグルメリポート検定        | [ 注 114 ] |
| 11月12日 | ヒット番組への道 クイズ!ロシア                   | [ 注 115 ] |
| 11月18日 | 大!ブレイン 人質救出作戦!恐怖のパズルを解け 前編 | [ 注 116 ] |
| 11月19日 | 大!ブレイン 人質救出作戦!恐怖のパズルを解け 後編 | [ 注 116 ] |
| 11月25日 | てれび戦士育成計画15番勝負 人生の障害物競走 前編 |            |
| 11月26日 | てれび戦士育成計画15番勝負 人生の障害物競走 後編 |            |
| 12月02日 | 大!ブレイン つぼ盗難事件の犯人を探せ 前編        | [ 注 117 ] |
| 12月03日 | 大!ブレイン つぼ盗難事件の犯人を探せ 後編        | [ 注 117 ] |
| 2014年   | 内容                                             | 注釈       |
| 01月06日 | ウマい!紅白 大!かくし芸合戦 1                    | [ 注 118 ] |
| 01月07日 | ウマい!紅白 大!かくし芸合戦 2                    | [ 注 118 ] |
| 01月08日 | ウマい!紅白 大!かくし芸合戦 3                    | [ 注 118 ] |
| 01月13日 | ダチョウ倶楽部と対決 1                           | [ 注 119 ] |
| 01月14日 | ダチョウ倶楽部と対決 2                           | [ 注 119 ] |
| 01月15日 | ダチョウ倶楽部と対決 3                           | [ 注 119 ] |
| 02月17日 | てれび戦士育成計画15番勝負 雪上対決 前編         |            |
| 02月18日 | てれび戦士育成計画15番勝負 雪上対決 後編         |            |
| 02月24日 | てれび戦士育成計画15番勝負クライマックス 前編    |            |
| 02月25日 | てれび戦士育成計画15番勝負クライマックス 後編    |            |

## 人の話を聞け

### 概要
2011年4月13日 - 2014年2月19日の水曜日に放送。2人のてれび戦士がゲストの事を調べたり、視聴者から送られる質問を元にカンペを作成、聞き手の出川哲朗はてれび戦士のカンペを元にゲストとトークを行い、ゲストの「人生に迫るいい話」を聞くことに挑戦する。別室では鈴木あきえが実況、鈴木史朗が解説を行い、最終的にトークの展開や空気感、いい話を聞けたかどうかを元に鈴木史朗がトークの良さを判定する。2013年度は個人戦制度が導入された他、解説者が毎回変わるようになった。

### 出演者
- 聞き手：出川哲朗
- 質問作成：てれび戦士2人
- 実況：鈴木あきえ
- 解説・判定：鈴木史朗（2011年度 - 2012年度、2013年度も不定期出演）

### 放送日程

#### 2011年度
| 回 | ゲスト               | 質問作成                                       | 放送日         |
| -- | -------------------- | ---------------------------------------------- | -------------- |
| 1  | Mr.マリック          | 木島杏奈、勝隆一                               | 2011年04月13日 |
| 2  | さかなクン           | 鎮西寿々歌、浅賀玲音                           | 2011年04月20日 |
| 3  | 渡部陽一             | 長江崚行、寺田朱里                             | 2011年04月27日 |
| 4  | いっこく堂           | 矢部昌暉、岡田結実                             | 2011年05月04日 |
| 5  | 堀ちえみ             | 木島杏奈、勝隆一                               | 2011年05月18日 |
| 6  | ジョンテ☆モーニング  | 長江崚行、ファデン咲美亜                       | 2011年05月25日 |
| 7  | 小林幸子             | 寺田朱里、浅賀玲音                             | 2011年06月01日 |
| 8  | 増子直純             | 寺田朱里、島田太一                             | 2011年06月08日 |
| 9  | 敦士                 | 木島杏奈、岡田結実                             | 2011年06月22日 |
| 10 | デヴィ・スカルノ     | 鎮西寿々歌、矢部昌暉                           | 2011年06月29日 |
| 11 | 平野レミ             | 浅賀玲音、岡田結実                             | 2011年07月06日 |
| 12 | 出川哲朗             | 矢部昌暉、島田太一 寺田朱里 長江崚行、木島杏奈 | 2011年07月13日 |
| 13 | 内藤大助             | 長江崚行、木島杏奈                             | 2011年09月14日 |
| 14 | ローラ               | 鎮西寿々歌、島田太一                           | 2011年09月21日 |
| 15 | 西村淳               | 寺田朱里、島田太一                             | 2011年09月28日 |
| 16 | 假屋崎省吾           | 寺田朱里、浅賀玲音                             | 2011年10月12日 |
| 17 | コロッケ             | 長江崚行、延命杏咲実                           | 2011年10月19日 |
| 18 | ユージ               | 矢部昌暉、ファデン咲美亜                       | 2011年10月26日 |
| 19 | 藤田志穂             | 木島杏奈、勝隆一                               | 2011年11月02日 |
| 20 | 土屋アンナ           | 寺田朱里、岡田結実                             | 2011年11月16日 |
| 21 | みのもんた           | 島田太一、勝隆一                               | 2011年11月23日 |
| 22 | きゃりーぱみゅぱみゅ | 鎮西寿々歌、寺田朱里                           | 2011年11月30日 |
| 23 | 佐々木主浩           | 矢部昌暉、島田太一                             | 2011年12月07日 |
| 24 | 寺川奈津美           | 木島杏奈、浅賀玲音                             | 2011年12月14日 |
| 25 | IKKO                 | 鎮西寿々歌、岡田結実                           | 2012年01月11日 |
| 26 | JOY                  | 椋木マルティン、木島杏奈                       | 2012年01月18日 |
| 27 | 小林可夢偉           | 長江崚行、寺田朱里                             | 2012年01月25日 |
| 28 | アントニオ猪木       | 長江崚行、寺田朱里                             | 2012年02月08日 |
| 29 | 具志堅用高           | 矢部昌暉、岡田結実                             | 2012年02月15日 |
| 30 | 黒柳徹子             | 木島杏奈、島田太一                             | 2012年02月22日 |

#### 2012年度
| 回 | ゲスト               | 質問作成                     | 放送日         |
| -- | -------------------- | ---------------------------- | -------------- |
| 31 | DAIGO                | 寺田朱里、長谷川ニイナ       | 2012年04月04日 |
| 32 | 楳図かずお           | 浅賀玲音、山田陶子           | 2012年04月11日 |
| 33 | トリンドル玲奈       | 長谷川ニイナ、ソーズビー航洋 | 2012年04月18日 |
| 34 | 尾木直樹             | 金子隼也、岡田結実           | 2012年04月25日 |
| 35 | 中川翔子             | 竹原司、黒澤美澪奈           | 2012年05月09日 |
| 36 | 平野綾               | 浅賀玲音、延命杏咲実         | 2012年05月16日 |
| 37 | 嗣永桃子             | 寺田朱里、山田陶子           | 2012年05月23日 |
| 38 | 益若つばさ           | 島田太一、黒澤美澪奈         | 2012年05月30日 |
| 39 | DaiGo                | 金子隼也、岡田結実           | 2012年06月13日 |
| 40 | 福田彩乃             | 浅賀玲音、竹原司             | 2012年06月20日 |
| 41 | 服部幸應             | 寺田朱里、島田太一           | 2012年06月27日 |
| 42 | 西島隆弘             | 鎮西寿々歌、浅賀玲音         | 2012年07月04日 |
| 43 | 和田アキ子           | 寺田朱里、竹原司             | 2012年07月11日 |
| 44 | 松坂桃李             | 金子隼也、山田陶子           | 2012年09月12日 |
| 45 | しずちゃん           | 長江崚行、長谷川ニイナ       | 2012年09月19日 |
| 46 | 元木大介             | 鎮西寿々歌、島田太一         | 2012年09月26日 |
| 47 | V.I                  | 長江崚行、鎮西寿々歌         | 2012年10月10日 |
| 48 | 魔裟斗               | 岡田結実、ソーズビー航洋     | 2012年10月17日 |
| 49 | 長沼毅               | 浅賀玲音、竹原司             | 2012年10月24日 |
| 50 | ピーター・フランクル | 島田太一、長谷川ニイナ       | 2012年10月31日 |
| 51 | 為末大               | 長江崚行、金子隼也           | 2012年11月14日 |
| 52 | デーブ・スペクター   | 浅賀玲音、ソーズビー航洋     | 2012年11月21日 |
| 53 | 武田修宏             | 鎮西寿々歌、竹原司           | 2012年11月28日 |
| 54 | 吉松育美             | 寺田朱里、ソーズビー航洋     | 2012年12月05日 |
| 55 | 本村健太郎           | 鎮西寿々歌、岡田結実         | 2013年01月09日 |
| 56 | デーモン閣下         | 寺田朱里、竹原司             | 2013年01月16日 |
| 57 | 矢口真里             | 延命杏咲実、山田陶子         | 2013年01月23日 |
| 58 | 辻口博啓             | 長谷川ニイナ、竹原司         | 2013年01月30日 |
| 59 | 武田鉄矢             | 寺田朱里、島田太一           | 2013年02月13日 |
| 60 | 武井壮               | 寺田朱里、島田太一           | 2013年02月20日 |

#### 2013年度
| 回 | ゲスト                       | 質問作成                 | 解説・判定       | 放送日         |
| -- | ---------------------------- | ------------------------ | ---------------- | -------------- |
| 61 | はいだしょうこ               | 山田陶子、ソーズビー航洋 | レモンさん       | 2013年04月10日 |
| 62 | 小椋ケンイチ                 | 島田太一、中里萌         | サンキュータツオ | 2013年04月17日 |
| 63 | 武田双雲                     | 金子隼也、相澤侑我       | 鈴木史朗         | 2013年04月24日 |
| 64 | 西川史子                     | 竹原司、中尾美晴         | デーモン閣下     | 2013年05月08日 |
| 65 | 川越達也                     | 岡田結実、野田真哉       | 鈴木史朗         | 2013年05月15日 |
| 66 | 内海桂子                     | 長谷川ニイナ、黒澤美澪奈 | レモンさん       | 2013年05月22日 |
| 67 | 貴乃花親方                   | 島田太一、相澤侑我       | デーモン閣下     | 2013年05月29日 |
| 68 | 山田親太朗                   | 中里萌、延命杏咲実       | レモンさん       | 2013年06月12日 |
| 69 | 徳田耕太郎                   | 竹原司、岡田結実         | サンキュータツオ | 2013年06月19日 |
| 70 | misono                       | 黒澤美澪奈、山田陶子     | サンキュータツオ | 2013年06月26日 |
| 71 | Daichi                       | 岡田結実、山田陶子       | レモンさん       | 2013年07月03日 |
| 72 | 野口聡一                     | 竹原司、中里萌           | レモンさん       | 2013年07月10日 |
| 73 | 水原希子                     | 長谷川ニイナ、山田陶子   | デーモン閣下     | 2013年09月11日 |
| 74 | 栗原類                       | 島田太一、延命杏咲実     | デーモン閣下     | 2013年09月18日 |
| 75 | マギー司郎、マギー審司       | 島田太一、中里萌         | 鈴木史朗         | 2013年09月25日 |
| 76 | 鈴木奈々                     | 延命杏咲実、長谷川ニイナ | 鈴木史朗         | 2013年10月09日 |
| 77 | 片桐はいり                   | 黒澤美澪奈、山田陶子     | サンキュータツオ | 2013年10月16日 |
| 78 | 振付稼業air:man主宰 杉谷一隆 | ソーズビー航洋、中尾美晴 | サンキュータツオ | 2013年10月23日 |
| 79 | 村田諒太                     | 金子隼也、岡田結実       | デーモン閣下     | 2013年10月30日 |
| 80 | 押切もえ                     | 竹原司、中里萌           | デーモン閣下     | 2013年11月13日 |
| 81 | パンツェッタ・ジローラモ     | 島田太一、長谷川ニイナ   | レモンさん       | 2013年11月20日 |
| 82 | 南沢奈央                     | ソーズビー航洋、中里萌   | 鈴木史朗         | 2013年11月27日 |
| 83 | 藤本美貴                     | 野田真哉、岡田結実       | 鈴木史朗         | 2013年12月04日 |
| 84 | 杉山愛                       | ソーズビー航洋、相澤侑我 | レモンさん       | 2014年01月08日 |
| 85 | BLACK                        | 島田太一、山田陶子       | サンキュータツオ | 2014年01月15日 |
| 86 | 野沢雅子                     | 岡田結実、竹原司         | サンキュータツオ | 2014年01月22日 |
| 87 | 春香クリスティーン           | 延命杏咲実、中里萌       | レモンさん       | 2014年01月28日 |
| 88 | 林家たい平                   | 岡田結実、長谷川ニイナ   | 鈴木史朗         | 2014年02月12日 |
| 89 | はるな愛                     | ソーズビー航洋、山田陶子 | 鈴木史朗         | 2014年02月19日 |

- 出典：[19]

## 大天才テレビジョン放送技術研究所
2011年4月12日 - 2014年3月3日に放送。毎回1つのテーマにそって、様々な機械や技術を知るコーナー。

### 出演者・スタッフ
- 主任：ふかわりょう
- ナレーション：江原正士

### 2011年度
9分枠。水曜日（初期2回は火曜日）に放送。
| 回 | テーマ               | てれび戦士                                | 放送日         |
| -- | -------------------- | ----------------------------------------- | -------------- |
| 01 | 切る                 | 勝隆一、寺田朱里、延命杏咲実              | 2011年04月12日 |
| 02 | 生き物の眼           | 椋木マルティン、浅賀玲音、鎮西寿々歌      | 2011年04月19日 |
| 03 | 見えない力           | 木島杏奈、ファデン咲美亜、長江崚行        | 2011年04月27日 |
| 04 | 謎の黒い液体         | 矢部昌暉、岡田結実、島田太一              | 2011年05月04日 |
| 05 | ロボット             | 矢部昌暉、岡田結実、島田太一              | 2011年05月18日 |
| 06 | 静電気               | 鎮西寿々歌、浅賀玲音、延命杏咲実          | 2011年05月25日 |
| 07 | AR                   | 椋木マルティン、木島杏奈、岡田結実        | 2011年06月01日 |
| 08 | 食品工場のスゴ技機械 | 長江崚行、勝隆一、延命杏咲実 / 木島杏奈   | 2011年06月08日 |
| 09 | 掘る!                | 寺田朱里、浅賀玲音、島田太一              | 2011年06月22日 |
| 10 | 高速ロボット         | 木島杏奈、椋木マルティン、延命杏咲実      | 2011年06月29日 |
| 11 | 超低温               | 長江崚行、矢部昌暉、ファデン咲美亜        | 2011年07月06日 |
| 12 | リサイクル           | 鎮西寿々歌、岡田結実、勝隆一              | 2011年07月13日 |
| 13 | 超人スーツ           | 鎮西寿々歌、鎮西寿々歌、寺田朱里          | 2011年09月14日 |
| 14 | 地下                 | 矢部昌暉、島田太一、ファデン咲美亜        | 2011年09月21日 |
| 15 | おもしろ楽器         | 浅賀玲音、勝隆一、岡田結実                | 2011年09月28日 |
| 16 | ミクロの世界         | 椋木マルティン、木島杏奈、延命杏咲実      | 2011年10月12日 |
| 17 | 3Dコピー             | 鎮西寿々歌、岡田結実、島田太一 / 勝隆一   | 2011年10月19日 |
| 18 | 生き物の動き         | 矢部昌暉、勝隆一、寺田朱里                | 2011年10月26日 |
| 19 | 泡                   | 木島杏奈、浅賀玲音、延命杏咲実            | 2011年11月02日 |
| 20 | 強度                 | 長江崚行、椋木マルティン、ファデン咲美亜  | 2011年11月16日 |
| 21 | 超撥水               | 鎮西寿々歌、島田太一、勝隆一              | 2011年11月23日 |
| 22 | 料理ロボット         | 長江崚行、木島杏奈、岡田結実              | 2011年11月30日 |
| 23 | シミュレーター       | 矢部昌暉、島田太一、延命杏咲実 / 岡田結実 | 2011年12月07日 |
| 24 | 発電                 | 椋木マルティン、浅賀玲音、寺田朱里        | 2011年12月14日 |
| 25 | 大きなもの選手権     | 長江崚行、椋木マルティン、勝隆一          | 2012年01月11日 |
| 26 | ゲル                 | 島田太一、寺田朱里、岡田結実              | 2012年01月18日 |
| 27 | おもしろ調理法       | 浅賀玲音、木島杏奈、ファデン咲美亜        | 2012年01月25日 |
| 28 | 世界最速             | 矢部昌暉、島田太一、岡田結実              | 2012年02月08日 |
| 29 | 飛ぶ!                | 鎮西寿々歌、ファデン咲美亜、勝隆一        | 2012年02月15日 |
| 30 | そっくり             | 鎮西寿々歌、勝隆一、延命杏咲実 / 島田太一 | 2012年02月22日 |
| 31 | ロボットアーム       | 長江崚行、寺田朱里、岡田結実              | 2012年02月27日 |

### 2012年度
8分枠。水曜日（年度最終回は月曜日）に放送。
| 回 | テーマ               | てれび戦士                                    | 放送日         |
| -- | -------------------- | --------------------------------------------- | -------------- |
| 32 | スーパースーツ       | 鎮西寿々歌、金子隼也、黒澤美澪奈              | 2012年04月11日 |
| 33 | 最新防犯アイテム     | 浅賀玲音、ソーズビー航洋、延命杏咲実          | 2012年04月18日 |
| 34 | 顔センサー           | 長江崚行、岡田結実、山田陶子                  | 2012年04月25日 |
| 35 | 視覚効果             | 竹原司、寺田朱里、長谷川ニイナ                | 2012年05月16日 |
| 36 | 新しいヘリコプター   | 金子隼也、ソーズビー航洋、山田陶子            | 2012年05月23日 |
| 37 | 脳波                 | 鎮西寿々歌、黒澤美澪奈、島田太一              | 2012年05月30日 |
| 38 | 特殊造形             | 浅賀玲音、竹原司、寺田朱里 / 島田太一         | 2012年06月20日 |
| 39 | 傘                   | 鎮西寿々歌、岡田結実、山田陶子                | 2012年06月27日 |
| 40 | 新しいカメラ         | 長江崚行、延命杏咲実、長谷川ニイナ            | 2012年07月04日 |
| 41 | 無線操縦             | 島田太一、ソーズビー航洋、黒澤美澪奈          | 2012年09月12日 |
| 42 | 印刷技術             | 岡田結実、長谷川ニイナ、山田陶子              | 2012年09月19日 |
| 43 | マイク               | 浅賀玲音、竹原司、寺田朱里                    | 2012年09月26日 |
| 44 | すごい手             | 長江崚行、竹原司、黒澤美澪奈                  | 2012年10月10日 |
| 45 | すごい液体           | 島田太一、金子隼也、長谷川ニイナ / 黒澤美澪奈 | 2012年10月17日 |
| 46 | 擬似体験             | 竹原司、岡田結実、延命杏咲実 / 金子隼也       | 2012年10月24日 |
| 47 | 画像認識             | 浅賀玲音、長谷川ニイナ、山田陶子              | 2012年11月14日 |
| 48 | ロボット操縦システム | 島田太一、鎮西寿々歌、岡田結実 / 黒澤美澪奈   | 2012年11月21日 |
| 49 | 薄い                 | 竹原司、寺田朱里、長谷川ニイナ                | 2012年11月28日 |
| 50 | エアバッグ           | 寺田朱里、延命杏咲実、竹原司                  | 2013年01月09日 |
| 51 | 吸いつく             | 長江崚行、ソーズビー航洋、黒澤美澪奈          | 2013年01月23日 |
| 52 | すごい家電           | 島田太一、金子隼也、長谷川ニイナ              | 2013年02月12日 |
| 53 | すべらない           | 浅賀玲音、鎮西寿々歌、山田陶子                | 2013年02月20日 |
| 54 | 宇宙開発             | 寺田朱里、岡田結実、ソーズビー航洋            | 2013年02月25日 |

### 2013年度
8分枠。水曜日（3学期は変則編成あり）に放送。
| 回 | テーマ                 | てれび戦士                                                  | 放送日         |
| -- | ---------------------- | ----------------------------------------------------------- | -------------- |
| 55 | スゴ技手作りメカ       | 島田太一、中里萌、長谷川ニイナ                              | 2013年04月03日 |
| 56 | 発射装置               | 野田真哉、山田陶子、黒澤美澪奈                              | 2013年04月10日 |
| 57 | 探査機                 | 竹原司、岡田結実、中尾美晴                                  | 2013年04月17日 |
| 58 | 手作りロボット         | ソーズビー航洋、相澤侑我、長谷川ニイナ                      | 2013年04月24日 |
| 59 | 解体                   | 島田太一、野田真哉、黒澤美澪奈                              | 2013年05月08日 |
| 60 | 未来のくらし           | 竹原司、岡田結実、山田陶子                                  | 2013年05月15日 |
| 61 | 多脚マシン             | 金子隼也、長谷川ニイナ、延命杏咲実                          | 2013年05月22日 |
| 62 | 遠隔コミュニケーション | ソーズビー航洋、中尾美晴、中里萌                            | 2013年05月29日 |
| 63 | はかる                 | 竹原司、相澤侑我、山田陶子                                  | 2013年06月12日 |
| 64 | 新しい楽器             | ソーズビー航洋、長谷川ニイナ、延命杏咲実                    | 2013年06月19日 |
| 65 | たまご                 | 野田真哉、黒澤美澪奈、中尾美晴                              | 2013年06月26日 |
| 66 | 遠心力                 | 島田太一、金子隼也、岡田結実                                | 2013年07月03日 |
| 67 | 倉庫                   | ソーズビー航洋、相澤侑我、長谷川ニイナ                      | 2013年07月10日 |
| 68 | 選別                   | 島田太一、延命杏咲実、山田陶子                              | 2013年09月11日 |
| 69 | スポーツロボット       | 金子隼也、竹原司、黒澤美澪奈 / 野田真哉                     | 2013年09月18日 |
| 70 | 洗浄                   | ソーズビー航洋、延命杏咲実、黒澤美澪奈                      | 2013年09月25日 |
| 71 | 木登り                 | 竹原司、相澤侑我、岡田結実 / 長谷川ニイナ                   | 2013年10月09日 |
| 72 | エレベーター           | 相澤侑我、岡田結実、中里萌                                  | 2013年10月16日 |
| 73 | 便利グッズ             | ソーズビー航洋、長谷川ニイナ、中尾美晴 / 岡田結実           | 2013年10月23日 |
| 74 | すごいカメラ           | 野田真哉、延命杏咲実、山田陶子                              | 2013年11月13日 |
| 75 | 飛ぶ                   | 竹原司、長谷川ニイナ、中里萌                                | 2013年11月20日 |
| 76 | 光                     | 相澤侑我、岡田結実、中尾美晴 / 島田太一、竹原司             | 2013年11月27日 |
| 77 | メガネ                 | 島田太一、竹原司、中尾美晴                                  | 2014年01月15日 |
| 78 | すごいペン             | 相澤侑我、岡田結実、山田陶子 / 長谷川ニイナ、ソーズビー航洋 | 2014年01月28日 |
| 79 | 運ぶ                   | 野田真哉、長谷川ニイナ、黒澤美澪奈                          | 2014年02月19日 |
| 80 | 乗る                   | 島田太一、ソーズビー航洋、中尾美晴                          | 2014年03月03日 |

## ごちそう on the EARTH
2011年度の月曜日（最終回のみ水曜日）に放送された9分枠のコーナー。
世界各国の料理を寺田朱里とファデン咲美亜が紹介し、実際に作るコーナー。その国の文化も紹介することがある。
- ナレーション：みんしる
- 制作：アマゾンラテルナ
- 出典：[20]

| 回 | 国             | 料理                                              | てれび戦士              | 放送日          | 脚注   |
| -- | -------------- | ------------------------------------------------- | ----------------------- | --------------- | ------ |
| 01 | トルコ         | マントゥ アイラン                                 | ファデン咲美亜          | 2011年 04月18日 | [ 21 ] |
| 02 | アイルランド   | アイリッシュ・シチュー ソーダ・ブレッド           | 寺田朱里                | 04月25日        | [ 22 ] |
| 03 | コロンビア     | アヒアコ アレパ                                   | 寺田朱里                | 05月23日        | [ 23 ] |
| 04 | アルメニア     | トルマ ハリサ                                     | 寺田朱里                | 05月30日        | [ 24 ] |
| 05 | 韓国           | フレッシュ野菜のビビンバ ホットク                 | ファデン咲美亜          | 06月27日        | [ 25 ] |
| 06 | アメリカ合衆国 | アメリカンバーベキュー ベリーのレモンチーズタルト | ファデン咲美亜          | 07月04日        | [ 26 ] |
| 07 | ネパール       | グンドゥルク アチャール                           | ファデン咲美亜          | 09月19日        | [ 27 ] |
| 08 | ブルキナファソ | ソースゴンボ トー                                 | 寺田朱里                | 10月17日        | [ 28 ] |
| 09 | イラン         | モルグシェカムポール ライス（バスマティ）         | ファデン咲美亜          | 10月31日        | [ 29 ] |
| 10 | モロッコ       | ホートタジン                                      | 寺田朱里                | 11月21日        | [ 30 ] |
| 11 | モンゴル       | ツィワン                                          | ファデン咲美亜          | 12月05日        | [ 31 ] |
| 12 | エチオピア     | インジェラ&ドロ・ワット                           | ファデン咲美亜          | 2012年 01月09日 |        |
| 13 | 中国           | 刀削麺                                            | 寺田朱里                | 01月23日        |        |
| 14 | チリ           | パステル・デ・チョクロ                            | ファデン咲美亜          | 02月06日        |        |
| 15 | フランス       | ラム肉と春野菜の包み焼き                          | 寺田朱里                | 02月13日        |        |
| 16 | 日本           | 春のちらし寿司 京人参のアイス                     | 寺田朱里 ファデン咲美亜 | 02月15日        |        |

## 大天才テレビジョン アニメ制作部
2011年度前期の月曜日に放送。矢部昌暉と練馬区立石神井中学校の生徒がサンライズ指導のもとアニメ制作に取り組み、『ファイ・ブレイン 神のパズル』の予告編アニメを完成させる。
- ナレーション：キートン山田

| 回 | タイトル                            | 指導                           | 放送日        |
| -- | ----------------------------------- | ------------------------------ | ------------- |
| 1  | アニメ制作の現場を見せてもらおう!   | 梅崎淳志                       | 2011年4月18日 |
| 2  | 絵を描くテクニックを見せてもらおう! | 佐々木洋平                     | 2011年4月25日 |
| 3  | 音入れの現場を見せてもらおう!       | 佐藤順一、浅沼晋太郎、清水香里 | 2011年5月02日 |
| 4  | アニメ制作部 始動!!                 |                                | 2011年5月16日 |
| 5  | コンセプト・シナリオを作る その1    |                                | 2011年5月23日 |
| 6  | コンセプト・シナリオを作る その2    |                                | 2011年5月30日 |
| 7  | 絵コンテを描く その1                | 遠藤広隆                       | 2011年6月06日 |
| 8  | 絵コンテを描く その2                | 遠藤広隆                       | 2011年6月20日 |
| 9  | レイアウトを描く                    |                                | 2011年6月27日 |
| 10 | 原画を描く その1                    | 佐々木洋平                     | 2011年7月04日 |
| 11 | 原画を描く その2                    | 佐々木洋平                     | 2011年7月11日 |
| 12 | 動画を描く                          | 佐々木洋平                     | 2011年9月05日 |
| 13 | 彩色・撮影・カッティング            |                                | 2011年9月12日 |
| 14 | カッティング2・アフレコ             | 浅沼晋太郎、清水香里           | 2011年9月19日 |
| 15 | 作品完成                            |                                | 2011年9月26日 |

## 大!宇宙臨時放送局
概要
2011年5月2日 - 11月24日に放送。
日本人宇宙飛行士の古川聡を局長に任命し、インタビューや国際宇宙ステーションの取材を行った。
スタッフ
- ナレーション：山口勝平

放送日程
1. 2011年05月02日 月曜
2. 2011年06月09日 木曜
3. 2011年07月11日 月曜
4. 2011年09月26日 月曜
5. 2011年10月24日 月曜
6. 2011年11月14日 月曜
7. 2011年11月24日 木曜

## どうぶつ飼いたい!百科
2011年度の火曜日に放送された9分枠のコーナー。
様々な動物を家で飼うための情報をお届けするロケコーナー。
- 顧問（解説）：遠藤秀紀
- ナレーション：諸星すみれ
- 出典：[32]

| 回 | 動物                           | てれび戦士     | 放送日         |
| -- | ------------------------------ | -------------- | -------------- |
| 01 | アルパカ                       | 椋木マルティン | 2011年04月26日 |
| 02 | ミニブタ                       | 岡田結実       | 2011年05月03日 |
| 03 | 鷹（モモアカノスリ）           | ファデン咲美亜 | 2011年05月31日 |
| 04 | ワニ（メガネカイマン）         | 寺田朱里       | 2011年06月07日 |
| 05 | フクロモモンガ                 | 鎮西寿々歌     | 2011年07月05日 |
| 06 | アジアゾウ                     | 島田太一       | 2011年07月12日 |
| 07 | フンボルトペンギン             | 勝隆一         | 2011年09月06日 |
| 08 | ミニヤギ                       | 延命杏咲実     | 2011年09月13日 |
| 09 | ゾウガメ（アルダブラゾウガメ） | 寺田朱里       | 2011年10月11日 |
| 10 | リスザル（コモンリスザル）     | 岡田結実       | 2011年10月18日 |
| 11 | アヒル（コールダック）         | 木島杏奈       | 2011年11月15日 |
| 12 | ロバ                           | ファデン咲美亜 | 2011年11月22日 |
| 13 | ミーアキャット                 | 椋木マルティン | 2011年12月13日 |
| 14 | カピバラ                       | 矢部昌暉       | 2012年01月10日 |
| 15 | エミュー                       | 椋木マルティン | 2012年02月07日 |
| 16 | カワウソ（コツメカワウソ）     | 木島杏奈       | 2012年02月14日 |

## 大!天職
2011年度の火曜日（初期2回「雑誌編」のみ月曜日）に放送。
| 回 | テーマ           | ロケ場所                         | てれび戦士 | 放送日                   |
| -- | ---------------- | -------------------------------- | ---------- | ------------------------ |
| 1  | 雑誌             | 雑誌「ピチレモン」編集部         | 木島杏奈   | 2011年04月13日、04月20日 |
| 2  | 巨大テーマパーク | ユニバーサル・スタジオ・ジャパン | 鎮西寿々歌 | 2011年05月17日、05月24日 |
| 3  | 鉄道会社         | 小田急電鉄                       | 矢部昌暉   | 2011年06月21日、06月28日 |
| 4  | 観光ホテル       | 栃木県日光市                     | 寺田朱里   | 2011年09月20日、09月27日 |
| 5  | 劇団             | 劇団四季「ライオンキング」       | 浅賀玲音   | 2011年10月25日、11月01日 |
| 6  | グランドスタッフ | 羽田空港                         | 木島杏奈   | 2011年11月29日、12月06日 |
| 7  | 観光バス会社     | はとバス                         | 寺田朱里   | 2012年01月17日、01月24日 |

## てれび戦士問答
2011年8月3日 - 8月30日、2012年7月23日 - 8月16日の夏休み期間に放送。毎回、てれび戦士から3 - 4人が1つのテーマについて語りあうミニコーナー。

### 2011年度
- 中学生男子：浅賀玲音、矢部昌暉、長江崚行
- 中学生女子：寺田朱里、木島杏奈、鎮西寿々歌
- 小学生男子：勝隆一、椋木マルティン、島田太一
- 小学生女子：岡田結実、ファデン咲美亜、延命杏咲実

| 回 | テーマ     | てれび戦士 | 放送日         |
| -- | ---------- | ---------- | -------------- |
| 1  | 生きる目的 | 中学生男子 | 2011年08月03日 |
| 2  | 生きる目的 | 中学生女子 | 2011年08月04日 |
| 3  | 仕事       | 小学生男子 | 2011年08月22日 |
| 4  | 生きる目的 | 小学生男子 | 2011年08月23日 |
| 5  | 男と女     | 小学生男子 | 2011年08月24日 |
| 6  | 男と女     | 小学生男子 | 2011年08月25日 |
| 7  | 仕事       | 小学生女子 | 2011年08月29日 |
| 8  | 生きる目的 | 小学生女子 | 2011年08月30日 |
| 9  | 男と女     | 小学生女子 | 2011年11月07日 |

### 2012年度
- 中学生男子：長江崚行、金子隼也、浅賀玲音
- 中学生女子：鎮西寿々歌、寺田朱里、長谷川ニイナ
- 小学生男子：島田太一、ソーズビー航洋、竹原司
- 小学生女子：岡田結実、山田陶子、延命杏咲実、黒澤美澪奈

| 回 | テーマ     | てれび戦士 | 放送日        |
| -- | ---------- | ---------- | ------------- |
| 10 | 恋愛       | 小学生男子 | 2012年7月23日 |
| 11 | 大人とは   | 小学生女子 | 2012年7月24日 |
| 12 | 大人とは   | 中学生男子 | 2012年7月24日 |
| 13 | 結婚       | 中学生女子 | 2012年7月25日 |
| 14 | 消費税増税 | 小学生男子 | 2012年7月25日 |
| 15 | お金       | 小学生男子 | 2012年7月26日 |
| 16 | お金       | 中学生女子 | 2012年7月26日 |
| 17 | 大人とは   | 小学生男子 | 2012年8月08日 |
| 18 | 恋愛       | 中学生男子 | 2012年8月13日 |
| 19 | 恋愛       | 小学生女子 | 2012年8月13日 |
| 20 | 生きる意味 | 小学生女子 | 2012年8月14日 |
| 21 | 大人とは   | 中学生女子 | 2012年8月14日 |
| 22 | お金       | 小学生女子 | 2012年8月15日 |
| 23 | 人生の目的 | 中学生女子 | 2012年8月15日 |
| 24 | 勉強       | 中学生女子 | 2012年8月16日 |

## 2011年度 月曜企画
「ごちそう on the EARTH」「大!宇宙臨時放送局」のコーナー休止時に放送された2011年度月曜日の企画。
| 放送日         | タイトル                             | 注釈       |
| -------------- | ------------------------------------ | ---------- |
| 2011年04月11日 | 出川イズムで番宣大作戦!!             |            |
| 2011年05月16日 | 自転車での散歩“ポタリング”を楽しもう | [ 注 120 ] |
| 2011年06月06日 | ラッピングアートに挑戦!              | [ 注 121 ] |
| 2011年06月20日 | “水切り”中学生記録に挑戦!            |            |
| 2011年10月10日 | 鳥取の鬼太郎を探せ                   |            |
| 2011年11月28日 | あきらめない心を得よ!                | [ 注 122 ] |
| 2011年12月12日 | 地デジ化 緊急企画! 大!QUIZ祭         |            |
| 2012年01月16日 | 島田太一のお寺修行                   | [ 注 123 ] |
| 2012年02月20日 | 地デジ化 緊急企画! 大!QUIZ祭         |            |
| 2012年02月27日 | 出川特命Pの誕生日を祝おう!           |            |

## 出川イズムで番宣大作戦!!

### 放送日
- 2011年4月11日 『大!天才てれびくん』第1回
- 2011年8月01日 「第1回放送をふり返る」（てれび戦士解説版）

### 474会議室
大天才テレビジョンの会議室に12人のてれび戦士たちが集められた。
鈴木あきえ「皆さんは本日からてれび戦士となりましたので、この大天才テレビジョンのために頑張っちゃってください」
鈴木あきえ「今日はですね『大!天才てれびくん』を立て直すために、もう凄腕の特命プロデューサーをお呼びしてますので、皆さんそこは大拍手で迎えるように」
特命プロデューサー「待たしたなーオラー（壁を破る）わたくしが天才プロデューサー出川哲朗です」
てれび戦士「エッ!?エッ!?」
出川哲朗「そのリアクションはどうゆうことなんだ!?カット!全然ダメだ!テレビを分かってないな!天才プロデューサーと言って俺が来たらみんなキャーと言いながら俺を囲む。俺を囲んでプロデューサーこれからお願いしますってチヤホヤする。それがテレビ、覚えてOK!?TAKE2行くぞ!破けたところからつなげるから」
鈴木あきえ「えー!?」
出川哲朗「おにぎり!」
島田太一「別に梅干しは入ってませんから」
出川哲朗「おっ返すねー、おにぎりくん分かった!?」
鈴木あきえ「もう一回キューを出せと言われたのでいきますよ」
てれび戦士「丸見えだ」
TAKE2
出川哲朗「お待たせー」
大拍手をするも、その場から動かないてれび戦士たち
出川哲朗「カット!（こっちに）来い!」
木島杏奈がニヤニヤ。
出川哲朗「ちょっと待って、ニヤニヤ『この人、大丈夫かな』って目が出てるだろ」
出川哲朗「この天才プロデューサーが来たからには、この『大!天才てれびくん』必ず人気番組に変えますから、気合を入れてけよ」
島田太一「はーい」
出川哲朗「おい、おにぎり!『はーい』じゃねえよ、『はい!』」
島田太一「はいっ!」
出川哲朗「いいか、まずこの『大!せんたいてれびくん』」
鈴木あきえ「番組名!!」
出川哲朗「いいんだよ。じゃあ最初に言っとくぞ、俺の特徴。ちょっとくらいカンでもスルーしろ!甘噛みぐらいで撮り直しになってたらテープ足らないから、俺の場合」
島田太一「じゃあ最初から噛まないでくださいよ」
出川哲朗「カンじゃうんだよ…カンじゃうんだからしょうがないでしょ」

### お台場海浜公園
出川特命プロデューサーの鶴の一声で「番宣大作戦」が行われることとなった。有無を言わさず、早朝に呼び出されたてれび戦士たちは午前7:00にテレビ局を出発。バスに乗ったてれび戦士たちの表情は一様に冴えない。午前7:30、一行が到着したのはお台場だった。
朝7時半、誰もいないお台場海浜公園で番組宣伝。
- 出川イズムその1「意味のないことを真剣にやる!」
- 番宣ミッション@お台場「30mを往復し海に向かって番組タイトルを叫べ」

出川哲朗「58.1dB」。浅賀玲音「105.6dB」。ファデン咲美亜「大!せんさいてれびくん」と噛む。ダイジェストで寺田朱里、長江崚行、矢部昌暉が挑戦。てれび戦士から「意味ない」との声。

### 東京タワー
東京タワーで番組宣伝。
- 出川イズムその2「あえて苦労する!」
- 番宣ミッション@東京タワー「高さ150mの展望台まで階段で上り地上に向けて番組タイトルを叫べ」

鈴木あきえとてれび戦士が20分をかけて600段の階段を上り、東京タワー大展望台に到着。しかし、展望台には開けられる窓が一つもなかった、これではどんなに叫ぼうが下まで聞こえるはずがない。てれび戦士から「聞こえるの?」「ムリ難題」と言われるも、出川哲朗が「気持ちで伝わるから!」と企画を続行。
東京タワーの真下にいる出川哲朗に向かって大展望台からてれび戦士が叫ぶ。まずは大声に自信のある椋木マルティンが挑戦するが「全然聞こえない」。今度は矢部昌暉と長江崚行が2人がかりで挑戦するも「全然聞こえない」。
鎮西寿々歌が出川哲朗に「そんなに言うんやったら、見本見せてくれないですか」と電話。大展望台に上るため出川哲朗が向かったのは階段ではなく「エレベーター乗り場」。しかし、エレベーター乗り場には最年少てれび戦士、延命杏咲実が待っていた。
出川哲朗「延命ちゃんどうしたの?」
延命杏咲実「あなたがズルしないか見張るためよ」
出川哲朗「見張るために来たの延命ちゃん、延命ちゃんシーだからね、エレベーター使ったっていうのはみんなにシーだからね」
延命杏咲実「自分だけエレベーターで上ろうなんてズルい」
出川哲朗「絶対誰かに言わされてるでしょ延命ちゃん。あとでアメあげるからナイショにしといてね!」
延命杏咲実「黙っているから私をおんぶして展望台まで上がって」
出川哲朗「（エレベーターを指さし）展望台上がる、いいよいいよ、おんぶすればいいのね」
延命杏咲実「階段!」
出川哲朗「えっ階段!?うそっもう俺、死んじゃうよ延命ちゃん」
延命杏咲実はカンペ丸読みでボスのズルを見事未然に防いだ。あえて苦労する出川イズムをより徹底するために延命杏咲実は自らボスの重荷となる。やがて足取りが怪しくなり、ダウンするも、展望台まで残り100段のところで再び延命杏咲実をおんぶして大展望台に到着。
鈴木あきえ「ズルしましたね。最初、もしかしてエレベーター使おうとしてた?延命ちゃん」
延命杏咲実「してた」
てれび戦士「あー!」
延命杏咲実「だって正直がいいじゃないですか」
鈴木あきえ「じゃあわかりましたボス、番宣のほうボスにもお願いして…」
出川哲朗「はいはい、何でもやります」
出川哲朗が番宣に挑戦。疲れ切った声で「大!せんたいてれびくん見てくださいね」。てれび戦士たちから「声が小さい」「言えてない」との声。出川哲朗が「どうもズルしてみなさんすみませんでした」とガラス張りの床の上で土下座。

### NHK放送センター
大天才テレビジョンの本拠地、NHK放送センターで番組宣伝。
- 番宣ミッション@NHK「高層ビルを使って番組を宣伝せよ」
- 出川イズムその3「自分で道を切り開く!」

てれび戦士に手渡されたのは「黒いビニールシート」「粘着テープ」「窓の見取り図」。てれび戦士たちはどういう結果になるか知らぬまま、ひたすら建物の窓を見取り図通りに194枚の黒いビニールシートを5時間かけて貼り続けた。
夜の闇に包まれたNHK放送センター、いつも見慣れたNHKの壁面に「!」が描き出された。出川特命プロデューサーは自らの身体に大量の電球を取り付けることで『大!天才てれびくん』の「大」になりきった。渋谷を行き交う人たちに番組をアピールして番宣大作戦は大成功に終わった。

### 第1回放送をふり返る
2011年8月1日（月曜）。夏休み総集編期間に放送された特別編。
ドラマパートと出川哲朗モザイクバージョンのオープニングタイトル（番組冒頭6分10秒）はそのまま再放送。「MTK ミュージックてれびくん」は新曲に差し替え。
「出川イズムで番宣大作戦!!」を矢部昌暉、木島杏奈、岡田結実、島田太一の4人が解説。企画の前後に計45秒間の新規スタジオパート。企画の途中にも小画面で割り込み解説を行った。

## “水切り”中学生記録に挑戦!
水切りの大会「全日本石投げ選手権大会」中学生部門の最高記録「16回」にてれび戦士が挑戦。
基礎情報
- 放送日：2011年6月20日 月曜
- てれび戦士：長江崚行、木島杏奈
- 指導：森川寛
- ナレーション：古谷徹
- ロケ場所：埼玉県 荒川

練習
丸くて平たい30グラムから60グラム程度の表面に小さな凸凹がある石を選ぶ。
石は水面に対して斜めに接するように投げる。よく跳ねる角度は10度から20度。
木島杏奈は水切り初挑戦。石は全く跳ねてくれない。そんな木島杏奈に「回転をかける」秘策を教える。石を回転させるには人差し指の先に石をひっかけ、手首のスナップをきかせる。
練習最高記録、長江崚行8回、木島杏奈5回。
第1回 てれび戦士水切り対決
3投のうち、最もよい記録を出したほうの勝利。
| 選手     | 第1投 | 第2投 | 第3投 |
| -------- | ----- | ----- | ----- |
| 長江崚行 | 06回  | 04回  | 18回  |
| 木島杏奈 | 12回  | 10回  | 02回  |
長江崚行（中学1年、大阪府）水切り最高記録18回

## 鳥取の鬼太郎を探せ
2011年10月10日（月曜）放送。木島杏奈と浅賀玲音が鳥取県境港市で「鳥取の鬼太郎」を探す。
大会前日
境港市はゲゲゲの鬼太郎の作者、水木しげるの出身地。水木しげるロードで聞き込みを行うが有力な情報は得られず。
学校のグラウンドで鬼太郎風の羽織（黒と黄の縞模様のちゃんちゃんこ）を着た男子に出会う。「鳥取の鬼太郎」の正体は内林翔12歳。「ゲゲゲの鬼太郎ゲタ飛ばし大会」2年連続優勝のゲタ飛ばし小学生チャンピオン。前回大会で小学生歴代最高の27m01cmを記録。
- なぜゲタ飛ばしをやろうと思ったのか? / 大会の優勝賞品がゲーム機だったから
- 今回の大会の抱負は? / 去年の記録を塗りかえたい。自己ベスト更新して3連覇。

てれび戦士がゲタ飛ばしに挑戦。記録は浅賀玲音が-86cm、木島杏奈が1m16cm。
てれび戦士に飛距離を伸ばすアドバイス。ゲタ飛ばしのポイントは「足の角度45度」。
てれび戦士がゲタ飛ばしに再度挑戦。記録は浅賀玲音が8m15cm、木島杏奈が2m36cm。
てれび戦士と別れた後も夕方遅くまで黙々と練習する内林翔。この日の最高記録は17m12cm、自己ベストに遠く及ばない。
大会当日
てれび戦士2人も「第十三回ゲゲゲの鬼太郎ゲタ飛ばし大会」に参加。
| 選手     | 記録    | 部門               | 順位  |
| -------- | ------- | ------------------ | ----- |
| 浅賀玲音 | 12m00cm | メンズの部         | 173位 |
| 木島杏奈 | 12m10cm | レディースの部     | 103位 |
| 内林翔   | 21m65cm | 小学生五、六年の部 | 優勝  |
「鳥取の鬼太郎」内林翔は自己ベスト更新はならなかったが、大会3連覇を達成。

## 地デジ化 緊急企画! 大!QUIZ祭

### 概要
番組連動データ放送を使用した番組初のゲーム企画。リモコンの4色ボタンで4択クイズに答える。

### 第1弾
2011年12月12日（月曜）放送。
『大!天才てれびくん』収録の舞台裏から司会者2人とてれび戦士6人に関するクイズを出題。
| 問題                                                                 | 色 | 選択肢                 | 正解 |
| -------------------------------------------------------------------- | -- | ---------------------- | ---- |
| Q1 / 10ポイント 昌暉のストレス解消法は?                              | 青 | 音楽を聴いて踊る       | 正解 |
| Q1 / 10ポイント 昌暉のストレス解消法は?                              | 赤 | 好きな歌を大声で歌う   |      |
| Q1 / 10ポイント 昌暉のストレス解消法は?                              | 緑 | 落語を聞いて笑う       |      |
| Q1 / 10ポイント 昌暉のストレス解消法は?                              | 黄 | お経を聞いて座禅をする |      |
| Q2 / 10ポイント 杏奈の手にいる生き物は何?                            | 青 | くも                   |      |
| Q2 / 10ポイント 杏奈の手にいる生き物は何?                            | 赤 | きりん                 |      |
| Q2 / 10ポイント 杏奈の手にいる生き物は何?                            | 緑 | かえる                 |      |
| Q2 / 10ポイント 杏奈の手にいる生き物は何?                            | 黄 | ぞう                   | 正解 |
| Q3 / 10ポイント 寿々歌は幼稚園の時 スイミングに何をはいて行っていた? | 青 | げた                   | 正解 |
| Q3 / 10ポイント 寿々歌は幼稚園の時 スイミングに何をはいて行っていた? | 赤 | 足ひれ                 |      |
| Q3 / 10ポイント 寿々歌は幼稚園の時 スイミングに何をはいて行っていた? | 緑 | 地下足袋               |      |
| Q3 / 10ポイント 寿々歌は幼稚園の時 スイミングに何をはいて行っていた? | 黄 | 空き缶竹馬             |      |
| Q4 / 20ポイント 出川特命Pは何に喜んでいる?                           | 青 | 特上にぎり             |      |
| Q4 / 20ポイント 出川特命Pは何に喜んでいる?                           | 赤 | カレーうどん           | 正解 |
| Q4 / 20ポイント 出川特命Pは何に喜んでいる?                           | 緑 | ラーメン               |      |
| Q4 / 20ポイント 出川特命Pは何に喜んでいる?                           | 黄 | サンドイッチ           |      |
| Q5 / 10ポイント 結実の好きな髪形は?                                  | 青 | おだんご               |      |
| Q5 / 10ポイント 結実の好きな髪形は?                                  | 赤 | ツインテール           |      |
| Q5 / 10ポイント 結実の好きな髪形は?                                  | 緑 | あみこみ               | 正解 |
| Q5 / 10ポイント 結実の好きな髪形は?                                  | 黄 | ハーフアップ           |      |
| Q6 / 10ポイント 朱里の癒やしの場所はどこ?                            | 青 | 押し入れの中           | 正解 |
| Q6 / 10ポイント 朱里の癒やしの場所はどこ?                            | 赤 | こたつの中             |      |
| Q6 / 10ポイント 朱里の癒やしの場所はどこ?                            | 緑 | トイレの中             |      |
| Q6 / 10ポイント 朱里の癒やしの場所はどこ?                            | 黄 | お風呂の中             |      |
| Q7 / 10ポイント 延命ちゃんは おじいさんのことを何と呼んでいる?       | 青 | じっじ                 |      |
| Q7 / 10ポイント 延命ちゃんは おじいさんのことを何と呼んでいる?       | 赤 | じいや                 |      |
| Q7 / 10ポイント 延命ちゃんは おじいさんのことを何と呼んでいる?       | 緑 | じいさま               | 正解 |
| Q7 / 10ポイント 延命ちゃんは おじいさんのことを何と呼んでいる?       | 黄 | じいじい               |      |
| Q8 / 20ポイント 鈴木APが中学生の時 好きだった先輩の名前は?           | 青 | 渡辺                   | 正解 |
| Q8 / 20ポイント 鈴木APが中学生の時 好きだった先輩の名前は?           | 赤 | 佐藤                   |      |
| Q8 / 20ポイント 鈴木APが中学生の時 好きだった先輩の名前は?           | 緑 | 鈴木                   |      |
| Q8 / 20ポイント 鈴木APが中学生の時 好きだった先輩の名前は?           | 黄 | 秋田                   |      |

### 第2弾 前半
2012年2月20日（月曜）放送。
ドラマの撮影現場から司会者2人とてれび戦士6人に関するクイズを出題。最後の問題は古川聡宇宙飛行士よるスペシャルクイズ。
| 問題                                                                                     | 色 | 選択肢                       | 正解 |
| ---------------------------------------------------------------------------------------- | -- | ---------------------------- | ---- |
| Q1 / 10ポイント 「乗りすけさん」で 勝が唯一乗った動物は?                                 | 青 | ろば                         |      |
| Q1 / 10ポイント 「乗りすけさん」で 勝が唯一乗った動物は?                                 | 赤 | らくだ                       | 正解 |
| Q1 / 10ポイント 「乗りすけさん」で 勝が唯一乗った動物は?                                 | 緑 | ぞう                         |      |
| Q1 / 10ポイント 「乗りすけさん」で 勝が唯一乗った動物は?                                 | 黄 | うま                         |      |
| Q2 / 10ポイント 崚行のくせは何?                                                          | 青 | 首の後ろをかく               | 正解 |
| Q2 / 10ポイント 崚行のくせは何?                                                          | 赤 | 鼻の頭をさわる               |      |
| Q2 / 10ポイント 崚行のくせは何?                                                          | 緑 | 指を鳴らす                   |      |
| Q2 / 10ポイント 崚行のくせは何?                                                          | 黄 | ついキミの目を見すぎてしまう |      |
| Q3 / 10ポイント 島田の好きな花は何?                                                      | 青 | さくら                       |      |
| Q3 / 10ポイント 島田の好きな花は何?                                                      | 赤 | パンジー                     |      |
| Q3 / 10ポイント 島田の好きな花は何?                                                      | 緑 | ひまわり                     | 正解 |
| Q3 / 10ポイント 島田の好きな花は何?                                                      | 黄 | つばき                       |      |
| Q4 / 10ポイント 浅賀くんが 飼っているハムスターの名前は?                                 | 青 | ゴメス                       |      |
| Q4 / 10ポイント 浅賀くんが 飼っているハムスターの名前は?                                 | 赤 | もち丸                       | 正解 |
| Q4 / 10ポイント 浅賀くんが 飼っているハムスターの名前は?                                 | 緑 | サファイア                   |      |
| Q4 / 10ポイント 浅賀くんが 飼っているハムスターの名前は?                                 | 黄 | まお                         |      |
| Q5 / 10ポイント 咲美亜が寝る前に必ずすることは何?                                        | 青 | ストレッチ                   |      |
| Q5 / 10ポイント 咲美亜が寝る前に必ずすることは何?                                        | 赤 | 神様にお祈り                 |      |
| Q5 / 10ポイント 咲美亜が寝る前に必ずすることは何?                                        | 緑 | 日記を書く                   |      |
| Q5 / 10ポイント 咲美亜が寝る前に必ずすることは何?                                        | 黄 | ぬいぐるみと話               | 正解 |
| Q6 / 10ポイント マルティンが スペインにいたときの習いごとは?                             | 青 | フラメンコ                   | 正解 |
| Q6 / 10ポイント マルティンが スペインにいたときの習いごとは?                             | 赤 | 闘牛                         |      |
| Q6 / 10ポイント マルティンが スペインにいたときの習いごとは?                             | 緑 | 油絵                         |      |
| Q6 / 10ポイント マルティンが スペインにいたときの習いごとは?                             | 黄 | サッカー                     |      |
| Q7 / 10ポイント 鈴木APは小学校時代 何人に本命チョコをあげた?                             | 青 | 1人                          | 正解 |
| Q7 / 10ポイント 鈴木APは小学校時代 何人に本命チョコをあげた?                             | 赤 | 3人                          |      |
| Q7 / 10ポイント 鈴木APは小学校時代 何人に本命チョコをあげた?                             | 緑 | 6人                          |      |
| Q7 / 10ポイント 鈴木APは小学校時代 何人に本命チョコをあげた?                             | 黄 | 12人（毎年2人）              |      |
| Q8 / 10ポイント 出川特命Pの高校時代のあだ名は?                                           | 青 | ゴリラ                       |      |
| Q8 / 10ポイント 出川特命Pの高校時代のあだ名は?                                           | 赤 | マントヒヒ                   |      |
| Q8 / 10ポイント 出川特命Pの高校時代のあだ名は?                                           | 緑 | がちょう                     | 正解 |
| Q8 / 10ポイント 出川特命Pの高校時代のあだ名は?                                           | 黄 | くじゃく                     |      |
| Q9 / 20ポイント 古川聡宇宙飛行士が 5か月半宇宙に滞在し 地球に戻ったあと一番困ったことは? | 青 | 筋力が落ち物が持てない       |      |
| Q9 / 20ポイント 古川聡宇宙飛行士が 5か月半宇宙に滞在し 地球に戻ったあと一番困ったことは? | 赤 | 浮かぶと錯覚し物から手を離す |      |
| Q9 / 20ポイント 古川聡宇宙飛行士が 5か月半宇宙に滞在し 地球に戻ったあと一番困ったことは? | 緑 | 食べ物飲み物を飲み込めない   |      |
| Q9 / 20ポイント 古川聡宇宙飛行士が 5か月半宇宙に滞在し 地球に戻ったあと一番困ったことは? | 黄 | 歩き方を忘れていた           | 正解 |

### 第2弾 後半「名場面ベスト5」
2012年2月21日（火曜）放送。
出川特命P、鈴木AP、てれび戦士12人でアンケートして決めた「名場面ベスト5」からクイズを出題。
第5位「コツコツでドミノ倒し 第2弾」
てれび戦士育成計画「コツコツでドミノ倒し 第2弾」（2011年9月20日）から出題。
- Q1 / 10ポイント
- ドミノを並べている途中 寿々歌と杏奈がしていたことは?
  - 青：関係ないところに並べた
  - 赤：居眠りしてしまった
  - 緑：コーヒーを飲んで休憩した
  - 黄：途中であきらめた

- 正解：コーヒーを飲んで休憩した

第4位「仮装でDIYに挑戦」
ヒット番組への道「仮装でDIY」（2011年11月1日）から出題。
- Q2 / 10ポイント
- 作業中 仮装していたため起こったハプニングとは?
  - 青：フランケンシュタインの矢が貞子に刺さった
  - 赤：ドラキュラのツノが折れた
  - 緑：貞子のかつらがずれた
  - 黄：忍者の衣装のすそをクギで打った

- 正解：フランケンシュタインの矢が貞子に刺さった

第3位「ホラー大作戦」
ヒット番組への道「ホラー大作戦」（2011年7月5日）から出題。
- Q3 / 10ポイント
- もっとも絶叫したのは誰?
  - 青：出川哲朗特命P
  - 赤：鈴木あきえAP
  - 緑：矢部昌暉
  - 黄：島田太一

- 正解：鈴木あきえAP

第2位「新喜劇」
ヒット番組への道「吉本新喜劇」（2011年12月6日）から出題。
- Q4 / 20ポイント
- 杏奈はぶつかったあと 何と言った?
  - 青：やさしいのね
  - 赤：超ダンディ
  - 緑：快感
  - 黄：ロマンティック

- 正解：快感

番外編「初回放送」
出川イズムで番宣大作戦!!（2011年4月11日）から出題。
- Q5 / 20ポイント
- 出川特命Pは「天才」を何と言い間違えた?
  - 青：せんたい
  - 赤：せんさい
  - 緑：へんたい
  - 黄：さんせい

- 正解：せんたい

第1位「強運No.1決定戦」
ヒット番組への道「強運No.1決定戦」（2011年12月12日）から出題。
- Q6 / 30ポイント
- 動物とエサはそれぞれなんでしょう?
  - 青：犬とミルク
  - 赤：犬とドッグフード
  - 緑：猫とミルク
  - 黄：猫とキャットフード

- 正解：犬とドッグフード

## 出川特命Pの誕生日を祝おう!
2012年2月27日（月曜）放送。特命プロデューサー出川哲朗は2月13日に48歳の誕生日を迎えた。てれび戦士が「少年時代の出川特命Pが主人公のショートアニメ」をプレゼントするため奮闘する。
控え室で少年時代の情報を取材
- おぼっちゃまだった
- 兄とブルース・リーごっこをしていた

出川特命Pの実家で取材
木島杏奈、鎮西寿々歌、岡田結実の3人が出川哲朗の実家である老舗の海苔問屋「蔦金商店」を訪ねる。
出迎えたのは出川哲朗の兄、出川雄一郎。出川少年を育てた海苔を堪能した後、3人は取材を開始。出川哲朗の子供のころの写真を見せてもらう。続いて、兄弟でよく遊んだという、売り物の海苔がたくさん置かれた倉庫に案内される。「ブルース・リーごっこ」で商品の海苔の箱に乗っかって、箱を潰してしまい、商品をダメにしてお店の人に怒られていた。
今年（2012年）100歳になる出川哲朗の祖母、出川フミ子にも少年時代の出川哲朗について取材。「おとなしくて、声が小さい子」と言われ、声が小さかったことに驚くてれび戦士たち。
「コマ撮りアニメ」制作
アニメーション作家の保田克史の指導で、コマ撮りアニメを制作。
集めた情報をもとに島田太一と勝隆一がストーリーを作成。3時間をかけ「絵コンテ」を完成させる。
コマ撮りの撮影作業は10時間にわたった。ファデン咲美亜が悩んだの対決前に出川兄弟がにらみ合うシーン。にらみ合うシーンは実際はあまり動かなくていいが、顔の角度を変え「頷き」を表現した。
最後にアニメに入れるセリフを録音。
- 出川特命P：勝隆一
- お兄さん：寺田朱里
- おばあちゃん：出川フミ子（本人）

アニメ上映
鈴木APが出川特命Pを呼び出し、試写室でアニメを上映。
| アニメ概説 |
| --- |
| ＜文字＞ボスものがたり♪ |
| 海苔問屋の外観、2階に2人の人影 倉庫でにらみ合う「てつろう10才」と「兄15才」 |
| ＜文字＞ブルース・リーにあこがれていたこどものころ |
| ブルース・リーごっこで遊ぶ出川兄弟 兄のキックが直撃して商品棚に倒れこむ出川哲朗 商品の海苔の箱が崩れ、おばあちゃんに怒られる兄弟 祖母「てっちゃん、どうなってるの」 兄弟「ごめんなさい」 |
| ＜文字＞時はすぎ… |
| 出川哲朗「おすなよおすなよ」 熱湯風呂でリアクションする出川哲朗 ＜文字＞今はNo.1のリアクション芸人                                                                                       |
| ＜文字＞おたんじょうび♥おめでとう♥ボス! |
アニメ上映後、「ハッピーバースデートゥーユー」を歌いながらてれび戦士が登場。
出川哲朗が「あら おばあちゃん」「あー すごいなー」「この通りだ ほんとに」と感想。

## 迷走劇場ウラシマ
番組名
大!天才てれびくんスペシャル 迷走劇場ウラシマ
放送日時
- 本放送：2012年2月04日 土曜16:00 - 16:59
- 再放送：2012年3月26日 月曜18:00 - 18:59

収録会場
2012年1月9日 神奈川県横浜市中区 KAAT神奈川芸術劇場 2回公演
入場者：1659人（2回合計）
出演者
- 特命プロデューサー
  - 出川哲朗
- アシスタントプロデューサー
  - 鈴木あきえ
- てれび戦士
（）内は劇での役割表記
  - 矢部昌暉（演出家）
  - 木島杏奈（乙姫役）
  - 浅賀玲音（記録係→桃太郎役）
  - 鎮西寿々歌（カメ役兼キャスティング担当）
  - 寺田朱里（音響効果）
  - 長江崚行（タイ役）
  - ファデン咲美亜（イカ役）
  - 椋木マルティン（カメをいじめる子供役）
  - 勝隆一（カメをいじめる子供役）
  - 島田太一（カメをいじめる子供役）
  - 岡田結実（ヒラメ役）
  - 延命杏咲実（カクレクマノミ役→プードル役）
- 浦島太郎役の大物タレント
  - 狩野英孝
- ナレーション：垂木勉

歌
1. 「浦島太郎」
2. 「英雄キッド」矢部昌暉、木島杏奈、寺田朱里、椋木ホセマルティン
3. 「浦島太郎」木島杏奈、ファデン咲美亜、岡田結実
4. 「カラフル!」鎮西寿々歌
5. 「スパイラルな日々と夢」(冒頭のみ)出川哲朗
6. 「Start line」木島杏奈、ファデン咲美亜
7. 「ロケット・モグラーに乗って」矢部昌暉、木島杏奈、浅賀玲音、長江崚行、寺田朱里、ファデン咲美亜、椋木ホセマルティン、岡田結実
8. 「風の自転車 エレクトロニカver.」浅賀玲音
9. 「優しい武器」長江崚行
10. 「Love Song」てれび戦士2011

スタッフ
- 脚本：アサダアツシ
- 振り付け：JUNJI
- 音楽：Boogie the マッハモータース
- アートディレクション：浦野康介
- 衣装デザイン：広瀬水音
- 美術：青木真由美
- 技術：安村達治
- 撮影：小野寺秀樹
- 照明：川口徹
- 音声：石川潤
- 音響効果：塚田大
- 映像技術：本多正彦
- 編集：鵜飼美佳
- 演出：財津宏一
- 制作統括：山田淳

出典

## 古坂大魔王のダメトーク

### 古坂大魔王の特選!ダメトーク
2012年2月14日 - 2月28日の火曜日に放送。「古坂大魔王のマル秘ダメトーク」のパイロット版。
| 回 | 相談                                                         | てれび戦士                                                          | 放送日          |
| -- | ------------------------------------------------------------ | ------------------------------------------------------------------- | --------------- |
| 1  | 友だちのことが好きな彼を振り向かせるには?                    | 長江崚行、矢部昌暉、浅賀玲音 鎮西寿々歌、木島杏奈、岡田結実         | 2012年 02月14日 |
| 2  | 寒い朝に布団から出る方法は?親に欲しい物を買ってもらう方法は? | 浅賀玲音、島田太一、勝隆一 寺田朱里、岡田結実、延命杏咲実           | 2012年 02月21日 |
| 3  | 姉弟ゲンカで姉が怒られずにすむ方法は?朝 起きられない!        | 矢部昌暉、椋木マルティン、勝隆一 木島杏奈、寺田朱里、ファデン咲美亜 | 2012年 02月28日 |

### 古坂大魔王のマル秘ダメトーク
2012年4月3日 - 2013年2月26日の火曜日に放送。
視聴者のお悩み相談を題材にてれび戦士のダメなトークを放送する古坂大魔王司会のコーナー。
| 回 | 相談                                                  | てれび戦士                                                              | 放送日          |
| -- | ----------------------------------------------------- | ----------------------------------------------------------------------- | --------------- |
| 01 | めがね女と言われます しょうがないことですか?          | 浅賀玲音、島田太一、竹原司 岡田結実、山田陶子、黒澤美澪奈               | 2012年 04月03日 |
| 02 | いろいろなことを間違える どうしたらいい?              | 金子隼也、ソーズビー航洋、竹原司 山田陶子、長谷川ニイナ、黒澤美澪奈     | 2012年 04月10日 |
| 03 | 親友の証しというきれいな石 親友は他の子にもあげていた | 長江崚行、金子隼也、ソーズビー航洋 寺田朱里、延命杏咲実、長谷川ニイナ   | 2012年 04月17日 |
| 04 | 一番かわいがっているのに 犬がたまにかむ               | 島田太一、ソーズビー航洋、竹原司 鎮西寿々歌、岡田結実、延命杏咲実       | 2012年 04月24日 |
| 05 | 好きな人と友だちが仲よしに 私は告白すべき?            | 長江崚行、浅賀玲音、金子隼也 鎮西寿々歌、寺田朱里、長谷川ニイナ         | 2012年 05月08日 |
| 06 | ボーイッシュなわたし 女子らしくなるには?              | 長江崚行、島田太一、ソーズビー航洋 鎮西寿々歌、黒澤美澪奈、山田陶子     | 2012年 05月15日 |
| 07 | タイプでない人の告白 なんと断わればいい?              | 浅賀玲音、島田太一、竹原司 寺田朱里、延命杏咲実、黒澤美澪奈             | 2012年 05月22日 |
| 08 | 弟が生まれてから 父母にかわいがられない               | 長江崚行、ソーズビー航洋、竹原司 鎮西寿々歌、岡田結実、山田陶子         | 2012年 05月29日 |
| 09 | 友達の前で本当の 自分が出せない                       | 浅賀玲音、島田太一、ソーズビー航洋 寺田朱里、岡田結実、延命杏咲実       | 2012年 06月12日 |
| 10 | 真面目と言われたとき どう答えればいい?                | 長江崚行、島田太一、竹原司 鎮西寿々歌、山田陶子、黒澤美澪奈             | 2012年 06月19日 |
| 11 | 片づけない子どもたち どう言えば片付づける?            | 浅賀玲音、金子隼也、竹原司 鎮西寿々歌、山田陶子、延命杏咲実             | 2012年 06月26日 |
| 12 | 好きな人とお祭りに行くことに 友達に会ったときの対処法 | 島田太一、金子隼也、ソーズビー航洋 寺田朱里、岡田結実、長谷川ニイナ     | 2012年 07月03日 |
| 13 | 親友と好きな人が同じ どちらをとる?                    | 長江崚行、浅賀玲音、ソーズビー航洋 寺田朱里、長谷川ニイナ、黒澤美澪奈   | 2012年 07月10日 |
| 14 | 忘れられない 怖い話                                   | 浅賀玲音、竹原司 鎮西寿々歌、山田陶子、延命杏咲実                       | 2012年 09月18日 |
| 15 | 古坂大魔王に ならない方法は?                          | 長江崚行、浅賀玲音、ソーズビー航洋 島田太一、鎮西寿々歌、長谷川ニイナ   | 2012年 09月25日 |
| 16 | 部活で疲れたときの 一発ギャグ                         | 金子隼也、島田太一、竹原司 寺田朱里、岡田結実、黒澤美澪奈               | 2012年 10月09日 |
| 17 | 今さら本当のことが言えない 「うそ」や「うわさ」       | 長江崚行、ソーズビー航洋 寺田朱里、長谷川ニイナ                         | 2012年 10月16日 |
| 18 | 告白を断わるのが苦手 うまい断わり方は?                | 長江崚行、金子隼也、ソーズビー航洋 鎮西寿々歌、長谷川ニイナ             | 2012年 10月23日 |
| 19 | 飼いネコに かまれない方法は?                          | 浅賀玲音、島田太一 岡田結実、長谷川ニイナ、延命杏咲実                   | 2012年 10月30日 |
| 20 | おならが出たとき ごまかす方法                         | 浅賀玲音、島田太一、ソーズビー航洋 鎮西寿々歌、岡田結実                 | 2012年 11月13日 |
| 21 | どうすればお金を 使いたくなくなる?                    | 長江崚行、金子隼也 鎮西寿々歌、長谷川ニイナ、延命杏咲実                 | 2012年 11月20日 |
| 22 | マシュマロが嫌い 食べられるようになりたい             | 島田太一、竹原司、鎮西寿々歌 寺田朱里、山田陶子、黒澤美澪奈             | 2012年 11月27日 |
| 23 | 犬のふんやガムを 踏まないようになるには?              | 長江崚行、金子隼也、鎮西寿々歌 岡田結実、延命杏咲実、長谷川ニイナ       | 2012年 12月04日 |
| 24 | 自分のことを「オレ」という 女の子をどう思う?          | 長江崚行、島田太一、ソーズビー航洋 竹原司、寺田朱里、岡田結実           | 2013年 01月08日 |
| 25 | 「ひとつ言っていい?」という 友達にどう言い返す?       | 金子隼也、ソーズビー航洋、長谷川ニイナ 延命杏咲実、山田陶子、黒澤美澪奈 | 2013年 01月15日 |
| 26 | くじ運がよくなる おまじないを教えて                   | 浅賀玲音、金子隼也、竹原司 寺田朱里、長谷川ニイナ、山田陶子             | 2013年 01月22日 |
| 27 | 友達に貸した本を 返してもらえない                     | 長江崚行、島田太一、ソーズビー航洋 鎮西寿々歌、延命杏咲実、黒澤美澪奈   | 2013年 02月12日 |
| 28 | イヤホンをつけて大声で歌う オカンを止めるには?        | 長江崚行、竹原司、鎮西寿々歌 寺田朱里、長谷川ニイナ、山田陶子           | 2013年 02月26日 |

## ドウブツカメラ!
2012年4月9日 - 2013年2月25日に放送された月曜日7分枠のコーナー。
てれび戦士がカメラマンとなり、動物の可愛い瞬間を激写する。
- 指導：湯沢祐介、小川晃代
- ナレーション：沢城みゆき
- 出典：[40]

| 回 | テーマ               | 動物カメラマン             | 撮影場所             | 放送日         |
| -- | -------------------- | -------------------------- | -------------------- | -------------- |
| 1  | 犬                   | 岡田結実、竹原司           | つくばわんわんランド | 2012年04月09日 |
| 2  | 猫                   | ソーズビー航洋、延命杏咲実 |                      | 2012年05月14日 |
| 3  | 猿                   | 浅賀玲音、長谷川ニイナ     | 地獄谷野猿公苑       | 2012年06月18日 |
| 4  | 虎                   | 長江崚行、鎮西寿々歌       | 富士サファリパーク   | 2012年09月03日 |
| 5  | 視聴者応募スペシャル | 金子隼也                   |                      | 2012年10月15日 |
| 6  | 動物の笑顔           | ソーズビー航洋、山田陶子   | 那須どうぶつ王国     | 2012年11月19日 |
| 7  | おめでたいツルを撮る | 鎮西寿々歌、金子隼也       | 北海道鶴居村         | 2013年01月28日 |
| 8  | 幸運を呼ぶヘビを撮る | 寺田朱里、黒澤美澪奈       | 静岡県河津町         | 2013年02月25日 |

## ごはんがすすむ○○〜大天才テレビジョン社員食堂〜
2012年4月16日 - 2013年2月18日に放送された火曜日7分枠のコーナー。
毎回、1つの都道府県の「ごはんがすすむおかず」をてれび戦士が試食する。
- ナレーション：おかなつこ

| 回 | 都道府県 / おかず                                                                | てれび戦士 / 杯数                                                                             | 放送日          |
| -- | -------------------------------------------------------------------------------- | --------------------------------------------------------------------------------------------- | --------------- |
| 01 | 大分県 - からあげ - もみじ（鶏の足） - うるか（鮎の塩辛）                        | 島田太一（3杯） ソーズビー航洋（3杯） 鎮西寿々歌（2杯） 黒澤美澪奈（3杯） すすんだごはん 11杯 | 2012年 04月16日 |
| 02 | 福岡県 - ワケノシンノスのからあげ - 辛子明太子 - ムツゴロウの刺身                | 竹原司（6杯） 寺田朱里（3杯） 長谷川ニイナ（4杯） 山田陶子（6杯） すすんだごはん 19杯         | 2012年 04月23日 |
| 03 | 静岡県 - カツオのへそ - お茶のつくだ煮 - うなぎのかば焼き                        | 浅賀玲音（4杯） 竹原司（5杯） 山田陶子（4杯） 黒澤美澪奈（4杯） すすんだごはん 17杯           | 2012年 05月21日 |
| 04 | 長野県 - スイカのかす漬 - ハチの子の甘露煮 - コイのすずめ焼き                    | 金子隼也（2杯） 寺田朱里（2杯） 岡田結実（2杯） 長谷川ニイナ（2杯） すすんだごはん 8杯        | 2012年 05月28日 |
| 05 | 愛媛県 - じゃこ天カレー - みかんごはん - さつま汁                                | 島田太一（4杯） 竹原司（4杯） 長谷川ニイナ（3杯） 黒澤美澪奈（3杯） すすんだごはん 14杯       | 2012年 06月25日 |
| 06 | 千葉県 - なめろう - アメフラシとごぼうの味噌炒め - 浅賀家の忙しい朝 簡単リゾット | 浅賀玲音（4杯） 竹原司（5杯） 鎮西寿々歌（4杯） 長谷川ニイナ（4杯） すすんだごはん 17杯       | 2012年 07月02日 |
| 07 | 沖縄県 - ゴーヤーチャンプルー - 土のりのかき揚げ - ハリセンボンのお味噌汁        | ソーズビー航洋（4杯） 竹原司（4杯） 長谷川ニイナ（3杯） 山田陶子（4杯） すすんだごはん 15杯   | 2012年 09月24日 |
| 08 | 沖縄県 - ラフテー - Aランチ - おかず                                             | 浅賀玲音（4杯） 島田太一（4杯） 竹原司（4杯） 黒澤美澪奈（3杯） すすんだごはん 15杯           | 2012年 10月22日 |
| 09 | 岐阜県 - 朴葉味噌 - からし豆腐 - 漬物ステーキ                                    | 浅賀玲音（4杯） ソーズビー航洋（5杯） 竹原司（4杯） 山田陶子（4杯） すすんだごはん 17杯       | 2012年 10月29日 |
| 10 | 秋田県 - いぶりがっこ - サラダ寒天 - 赤寿司                                      | 島田太一（4杯） 竹原司（4杯） 長谷川ニイナ（4杯） 黒澤美澪奈（4杯） すすんだごはん 19杯       | 2012年 11月26日 |
| 11 | 高知県 - カツオの塩たたき - ウツボのから揚げ - マンボウの煮つけ                  | 浅賀玲音（3杯） 竹原司（5杯） 山田陶子（3杯） 長谷川ニイナ（4杯） すすんだごはん 15杯         | 2013年 01月14日 |
| 12 | 広島県 - カキフライ - ワニのお刺身 - タコボール                                  | 寺田朱里（3杯） 竹原司（4杯） 島田太一（4杯） 黒澤美澪奈（3杯） すすんだごはん 14杯           | 2013年 01月21日 |
| 13 | 富山県 - イカの黒作り - ゲンゲのすまし汁 - かぶらずし                            | ソーズビー航洋（3杯） 竹原司（4杯） 山田陶子（3杯） 鎮西寿々歌（4杯） すすんだごはん 14杯     | 2013年 02月11日 |
| 14 | 和歌山県 - 梅干し - ヒロメのしゃぶしゃぶ - イノブタのハンバーグ                  | 長江崚行（5杯） 竹原司（4杯） 長谷川ニイナ（4杯） 岡田結実（3杯） すすんだごはん 16杯         | 2013年 02月18日 |

## 大天才テレビショッピング
2012年度の火曜日に放送された1分枠のミニコーナー。
浅賀玲音と延命杏咲実がテレビショッピング番組で大天才テレビジョンが開発したという商品を紹介するコーナー。しかし、紹介された商品は販売されない。その理由も含め、商品の詳細を番組ホームページで見ることが出来る（『大!天才てれびくん』終了により閉鎖）。
| 商品名                            | 価格                      | 価格          | 放送日         |
| --------------------------------- | ------------------------- | ------------- | -------------- |
| No.201 思い出ジャケット           | オープン記念特価          | 009,800ネオ円 | 2012年05月08日 |
| No.202 パトランプ帽子             | キャンペーン価格          | 001,980ネオ円 | 2012年05月15日 |
| No.203 石ころの詰め合わせ         | 冒険少年Rキャンペーン特価 | 003,980ネオ円 | 2012年05月29日 |
| No.204 チラ見ラー                 | 完全オーダーメイド        | 120,000ネオ円 | 2012年06月12日 |
| No.205 携帯ヒラヒラ               | セット価格                | 000,010ネオ円 | 2012年06月19日 |
| No.206 二人三脚シューズ           | 1足                       | 000,100ネオ円 | 2012年06月26日 |
| No.207 ハンヒール                 | 1足                       | 150,000ネオ円 | 2012年07月03日 |
| No.208 腕砂時計                   | ペアウォッチ              | 025,000ネオ円 | 2012年07月10日 |
| No.209 ハンガーJK                 | 販売記念価格              | 050,000ネオ円 | 2012年09月18日 |
| No.210 ウィンぐつ                 | 1足                       | 010,000ネオ円 | 2012年10月09日 |
| No.211 本革製秋刀魚鞄             | 秋刀魚シーズン到来特価    | 000,100ネオ円 | 2012年10月30日 |
| No.212 ほかほか冷え冷えベストロー | 発売記念特価              | 500,000ネオ円 | 2012年11月13日 |
| No.213 よくばりコップ             | 限定5つ仕様               | 001,000ネオ円 | 2012年11月27日 |
| No.214 いっしょックス             | 1足                       | 001,000ネオ円 | 2013年01月08日 |
| No.215 歯ブラシ3兄弟              | セット価格                | 000,800ネオ円 | 2013年01月15日 |
| No.216 ちょいつけ                 | セット価格                | 000,010ネオ円 | 2013年01月22日 |

## 真夏の夜の虫
番組名
大!天才てれびくんスペシャル in NHKホール 真夏の夜の虫
放送日時
- 本放送：2012年09月17日 月曜18:00 - 18:55 敬老の日
- 再放送：2012年10月08日 月曜09:00 - 09:55 体育の日

収録会場
2012年8月4日 東京都渋谷区 NHKホール 2回公演
入場者：4024人（2回合計）
出演者
- ゴキブリになってしまった少女
  - 鎮西寿々歌
- 昆虫界のプロデューサー（アリ）
  - 出川哲朗
- 昆虫界のアシスタントプロデューサー（アブラムシ）
  - 鈴木あきえ
- 悪そうな顔をしている昆虫（カマキリ）
  - 古坂大魔王
- 森にすむ昆虫たち
  - 長江崚行（バッタ）
  - 寺田朱里（コーカサスオオカブト）
  - 浅賀玲音（アカトンボ）
  - 長谷川ニイナ（ヒグラシ）
  - 金子隼也（クワガタ）
  - 岡田結実（ホタル）
  - 島田太一（アゲハチョウ）
  - ソーズビー航洋（フンコロガシ）
  - 黒澤美澪奈（テントウムシ）
  - 山田陶子（カメムシ）
  - 竹原司（イモムシ）
  - 延命杏咲実（ミツバチ）

歌
1. 「パタタピテ ポタツピテ」ソーズビー航洋、金子隼也、竹原司、長江崚行、黒澤美澪奈、山田陶子、鎮西寿々歌、寺田朱里
2. 「冒険少年R」長江崚行
3. 「風の自転車 エレクトロニカver.」浅賀玲音
4. 「空と海の光」浅賀玲音、長谷川ニイナ
5. 「ハイフライングガール」岡田結実
6. 「恋する季節」てれび戦士2012

スタッフ
- 脚本：アサダアツシ
- 振付：朝日太一
- アートディレクション：浦野康介
- 衣装デザイン：広瀬水音
- 美術：三條真佐美
- 技術：安村達治
- 撮影：小野寺秀樹
- 照明：板山大介
- 音声：石川潤
- 音響効果：塚田大
- 映像技術：八木淳
- 編集：鵜飼美佳
- 演出：竹村大輔
- 制作統括：坂田淳

映像ソフト
- NHK DVD 大!天才てれびくん スペシャル in NHKホール 真夏の夜の虫（2012年11月21日、日本コロムビア）JAN 4988001738961

出典

## 大天才ニュースUSO
2012年12月5日（水曜）放送。大天才テレビジョン報道部がおくる「USO」のニュース番組。
- ニュースキャスター：長谷川ニイナ
- 語り：藤原勝也
- 出典：[45]

### 人気の“島田”目撃情報相次ぐ
日本独自の希少な生き物「島田」の目撃情報が相次ぎ、人々の注目を集めています。
人々の視線の先、河川敷に現れたのは人気の「島田」です。特徴は眼鏡と蝶ネクタイ。この日は苦手な靴ひもにてこずる珍しい姿も見受けられました。
- 少女（黒澤美澪奈）「かわいかった」
- 高齢男性「感激しました。これで大往生できます」

高まる「島田」人気。地元のパン屋に登場したのは「島田おにぎり」。島田の顔をあしらっています。
- 店主（ソーズビー航洋）「結構売れてるよ。あのやっぱり街から人気にされてるからね。髪の毛とかはのりでできていて、目はごまです。味はなし、塩です」
- 購入した客（山田陶子）「新商品だなと思いました」『また買って食べたいですか?』「そうでもないです」

時ならぬ「島田」フィーバー。生態に詳しい専門家はこう指摘します。
- 専門家 針原武司「これは島田の中でも貴重な島田太一ですな。警戒心が強くおとなしい性格なのですが、天気がいいので人里に出たい気分になったんでしょう」

橋の上から撮った河川敷の「島田」の様子。
- 女性「しまだー。すごいヘコヘコしてる」

「島田」が目撃されたネオ渋谷区では名誉区民の称号と商店街の福引を贈ることを検討しているとのことです。

### 新たな読み方 列島の声は?
国中で議論を呼んでいた「赤」の新たな呼び名についての法案が本日、ネオ国会で可決。即日施行されました。新ルールに戸惑う列島各地の表情です。
ネオ文部科学大臣から発表された「赤」の新たな呼び名。その名も「やーほろーどぬいぃ」。人々の反応は?
- 乳児を連れた30代主婦「この子と一緒にいると、最近のほうがよく声をかけられるようになりましたね。“かわいいやーほろーどぬいぃ（赤）ちゃんね”って」※30代主婦と一緒に竹原司が映り込む
- 会社員「どんどん変えていいじゃない。僕の顔やーほろーどぬいぃ（赤い）でしょ?近所のやーほろーどぬいぃ（赤）ちょうちんで飲んでた」

一方、街のスーパーでは商品の値札を修正するなど急な対応に追われています。
- 店主（ソーズビー航洋）「かなり仕事が増えたうえにあまり時間がないので大変ですね。やーほろーどぬいぃ（赤）たまねぎややーほろーどぬいぃ（赤）パプリカ、やーほろーどぬいぃ（赤）身ですね。お魚の種類です。売り上げには影響しません」

影響は小学校で習う童謡にも及んでいます。
- 小学生（島田太一、ソーズビー航洋、竹原司、黒澤美澪奈、山田陶子）「夕焼けこやけのやーほろーどぬいぃとんぼ」

最新の歌を覚えなければやーほろーどぬいぃ（赤）っ恥をかいてしまうとあって子どもたちは真剣そのものです。
警察も「やーほろーどぬいぃ」の普及に全力で取り組むとのことです。

### 空前の“睡眠”ブーム 驚きの実態
今、若者の間で絶大なブームを呼んでいる睡眠、その驚きの実態について黒澤記者のリポートです。
今、お天気の日によく見かけるのが眠っている人。ビジネスマンや学生など若い世代を中心に大流行の睡眠です。
- 黒澤美澪奈「こちらの放送局のオフィスなんですが、入ってみたいと思います。失礼します。大天才ニュースです。おっ寝てます（ソーズビー航洋）、寝てますよここも（山田陶子）あったかそうですね」

机の下（竹原司）で眠ったり、仲良く立って（鎮西寿々歌、浅賀玲音、島田太一）眠る人たちも。商品開発の企画会議（長江崚行、島田太一、ソーズビー航洋）では眠って議論に花を咲かせています。
眠っている人に突撃インタビューする番組も登場。
睡眠バラエティー「森の眠れるビジョ」2012/11/30 O.A.
- 黒澤美澪奈「おはようございます」
- 鎮西寿々歌「すっぴんやし…」
- 黒澤美澪奈「よく眠れましたか?」
- 鎮西寿々歌「うち、寝起きが一番眠いんです」

この睡眠ブームを生んだのが東京ネオ大学の山田教授のおばあさんです。「寝る子は育つ」という独自の視点が注目を集めました。若者たちが睡眠に夢中になる理由をこう語ります。
- 山田教授のおばあさん「若い人たちが睡眠をする理由のひとつに眠くなることが挙げられます。眠くなるから寝る」

（階段で寝る島田太一と竹原司）このブーム、しばらくの間は衰えることがなさそうです。
この睡眠ブーム、中でも一番人気なのは「夜、布団で寝ること」だそうです。

### 緊急ニュース「島田についての情報」
たった今、島田についての情報が入りました。つい10分ほど前、都内の商店で島田が現れたのことです。映像が入っています。
- 商店の防犯カメラ「2012/12/05 18:22」から「2012/12/05 18:23」

こちらは防犯カメラに映った島田と思われる映像です。確かに眼鏡と蝶ネクタイらしきものは身に着けています。店の係員の話によると「人におびえることなく105ネオ円のアイスクリームを買って店を去った」とのことです。買い物に来たのでしょうか?
- スタッフ「たけはら、竹原」

只今の速報ですが訂正いたします。どうやら店で買い物をしたのは島田ではなく竹原とのことです。島田より一回り小さい竹原です。おわびして訂正いたします。
本日は緊急ニュースのため番組内容を一部変更してお伝えしました。当初、予定していました「高齢化するリアクション芸人」については後日、日を改めて放送いたします。

## てれび戦士育成計画15番勝負
| その   | タイトル                       | 対戦相手                           | 放送日                |
| ------ | ------------------------------ | ---------------------------------- | --------------------- |
| その1  | 引っ越し対決                   | アート引越センター                 | 2013年04月02日 - 03日 |
| その2  | “百獣の王”武井壮と対決         | 武井壮                             | 2013年04月22日 - 23日 |
| その3  | プロボウラーと白熱ガチンコ対決 | 川添奨太                           | 2013年05月13日 - 14日 |
| その4  | 鬼ごっこ対決                   | 千葉真子                           | 2013年05月27日 - 28日 |
| その5  | ゴルフ対決                     | 東尾理子                           | 2013年09月09日 - 10日 |
| その6  | 人生の障害物競走               | ゆってぃ、コウメ太夫、エスパー伊東 | 2013年11月25日 - 26日 |
| その7  | 雪かき                         | 荻原次晴、ガッテン森枝             | 2014年02月17日        |
| その8  | 雪玉入れ                       | 井森美幸、荻原次晴                 | 2014年02月17日        |
| その9  | 雪上 上毛かるた                | 井森美幸、ガッテン森枝             | 2014年02月18日        |
| その10 | 雪上障害物競走                 | 荻原次晴、井森美幸、ガッテン森枝   | 2014年02月18日        |
| その11 | 大縄跳び                       | 過去の自分たち                     | 2014年02月24日        |
| その12 | “百獣の王”とピッチング対決     | 武井壮                             | 2014年02月24日        |
| その13 | 東尾理子と変則ゴルフ対決       | 東尾理子                           | 2014年02月25日        |
| その14 | お箸でピンポン球キャッチ 1分間 | ギネス世界記録                     | 2014年02月25日        |
| その15 | 身体に付箋貼り 5分間           | ギネス世界記録                     | 2014年02月25日        |

## 押忍!シャイ番長友情の旅
2013年度放送。てれび戦士きってのシャイボーイ、金子隼也が気弱な己の克服を目指すロケコーナー。「友達100人」を目標に、友達づくりの旅に出る。
| タイトル         | 友達ターゲット     | 友情ミッション                         | 放送日                        |
| ---------------- | ------------------ | -------------------------------------- | ----------------------------- |
| 神奈川・江の島編 | 外国の人           | 釣り                                   | 2013年04月08日、15日、22日    |
| 大阪編           | 動物柄の服を着た人 | 友達の家でたこ焼作り                   | 2013年05月13日、20日、27日    |
| 山梨編           | 女子大生           | 日帰りキャンプ                         | 2013年06月17日、24日、07月1日 |
| 群馬・大泉編     | ブラジル人家族     | ホームステイ                           | 2013年09月09日、16日、23日    |
| 群馬・利根町編   | 金子さん8人        | 野球                                   | 2013年10月14日、21日、28日    |
| 兵庫・坊勢島編   | 島のマドンナ       | 似顔絵                                 | 2013年11月18日、25日、12月2日 |
| 東京・高円寺編   | ミュージシャン     | 友情ソングを作って歌う                 | 2014年01月13日、20日、27日    |
| 徳島編           | お遍路が初めての人 | 1番から12番札所を歩いてお遍路 全長50km | 2014年02月10日、17日、24日    |

## 大天才テレビジョン報道部 スクープ野郎Uチーム
2013年度の火曜日（変則編成あり）に放送。8分枠。

### 出演者・スタッフ
- 報道部長：ウド鈴木
- ナレーション：おかなつこ

### 放送日程
| 回 | スクープ候補 | スクープ野郎ゲスト                                          | 放送日          |
| -- | --- | ----------------------------------------------------------- | --------------- |
| 01 | 応援で記録は伸びるか? - 調査1 ろうそくの吹き消し - 調査2 カラオケの点数 - 調査3 三輪車レース | 長谷川ニイナ 竹原司アニマル浜口                             | 2013年 04月02日 |
| 02 | ラジオ体操がアツい!? - 公園に人々集結 - プロが熱血指導 - 外国人とラジオ体操 | 中尾美晴チャック・ウィルソン                                | 2013年 04月09日 |
| 03 | みんなのスクープスペシャル - プリン＋しょうゆ＝ウニ? - たくあん＋牛乳＝コーンスープ? - “二階から目薬”は可能? - くしゃみの瞬間は誰でも変な顔?                                                                                            | ソーズビー航洋 黒澤美澪奈鈴木隆一 野田真哉 延命杏咲実       | 2013年 04月16日 |
| 04 | 覆面でどこまで日常生活できる? - 初めての覆面 - 調査1 商店街を歩いてみる - 調査2 商店街で買い物 - 疑問 カメラがいなくても優しい? - 調査3 ジムでトレーニング - 調査4 理髪店で散髪 - 調査5 いろいろ食べてみる                              | 野田真哉 延命杏咲実菊タロー                                 | 2013年 04月23日 |
| 05 | ギネス世界記録に挑戦 - お箸でピンポン球キャッチ 1分間 - お尻でクルミ割り 1分間 | 竹原司 山田陶子 岡田結実庄司智春                            | 2013年 05月07日 |
| 06 | 検証 ボクサーの身体能力 - 調査1 野球ボールの文字を読む - 調査2 ピンポン球をよける - 調査3 バレーボールをよける - 調査4 ハエを捕まえる                                                                                                   | 島田太一 ソーズビー航洋内藤大助                             | 2013年 05月14日 |
| 07 | 1日で足が速くなる方法!? - 調査1 スタートの練習 - 調査2 正しい姿勢で速くなる - 調査3 速くなる腕振り - 調査4 弾むように走る - 調査5 地面を強く蹴る - 調査6 足を高く上げる - 調査7 歩幅を大きくする - 調査8 練習の成果は?                  | 島田太一 長谷川ニイナ 延命杏咲実為末大 ゆりーと             | 2013年 05月21日 |
| 08 | つちのこを捕獲せよ! - 調査1 目撃者に徹底取材 - 調査2 つちのこの“聖地”東白川村 - 調査3 一斉捜索大!作戦 | 竹原司 黒澤美澪奈                                           | 2013年 05月28日 |
| 09 | 関西には謎の名物があるらしい!? - 調査1 はなくそ - 調査2 うどんギョーザ - 調査3 サラダパン | 竹原司 中尾美晴                                             | 2013年 06月11日 |
| 10 | みんなのスクープスペシャル2 - 牛乳＋麦茶＝コーヒー牛乳? - 美しい髪の動きが見たい - 本当に残り物には福があるの? | 岡田結実 中里萌鈴木隆一 ハイキングウォーキング              | 2013年 06月18日 |
| 11 | キャプテン翼の技に挑戦 - 調査1 ドライブシュート - 調査2 ツインシュート - 調査3 オーバーヘッドキック - 調査4 スカイラブ・ハリケーン | 島田太一 竹原司球舞 高橋陽一                                | 2013年 06月25日 |
| 12 | 一輪車で日常生活ができるか? - 調査1 50メートル競走 - 調査2 野球のバント - 調査3 書道 - 調査4 着替え | 山田陶子 中里萌                                             | 2013年 07月02日 |
| 13 | 八重の桜でスクープをゲットせよ! - 変顔すると緊張がとけるらしい!? - 綾瀬さんの緊張をとく方法を調査 | 島田太一 古坂大魔王綾瀬はるか 池田沙也花                    | 2013年 07月09日 |
| 14 | 東京の不思議な地下施設 - 調査1 国技館の地下で作られている意外な物 - 調査2 日本銀行の地下でリッチな気分? | 島田太一 相澤侑我                                           | 2013年 09月17日 |
| 15 | アイドルは24時間アイドルなのか? - Berryz工房のメンバーに聞き込み - ももちにニセ番組でドッキリ - 調査1 弱点をさわられたら? - 調査2 苦手なものを食べたら? - 調査3 怖いアレが出たら?                                                       | 山田陶子 中里萌嗣永桃子 徳永千奈美 熊井友理奈               | 2013年 09月24日 |
| 16 | 忍者のスゴ技はできるのか? - 調査1 忍び足 - 調査2 隠れ身の術 - “本物の忍者”登場!? - 調査3 縄抜けの術 | 岡田結実 竹原司伊賀流忍者軍団 黒党 川上仁一                 | 2013年 10月08日 |
| 17 | インド人は辛いカレーが好き? - インド人に突撃取材 - 調査1 インドカレーの辛さは? - 調査2 街角でインド人に取材 アフリカ人は目がいい? - 調査1 ボビーは目がいい? - 調査2 ボビーの視力は? - 調査3 アフリカ人に視力検査 - 調査4 2.0以上見える? | 野田真哉 相澤侑我チャダ ボビー・オロゴン                    | 2013年 10月15日 |
| 18 | みんなのスクープスペシャル3 - 調査1 あくびは本当にうつるのか - 調査2 動物にもあくびはうつるのか - 調査3 さむいギャグで本当に寒くなるのか                                                                                                | 島田太一 ソーズビー航洋 長谷川ニイナ北一郎 八木真澄 永島計  | 2013年 10月22日 |
| 19 | 字は簡単にうまくなる? - 調査1 ボールで練習 - 調査2 あずきで練習 - 調査3 おでんで練習 - 1週間でうまくなった? | 竹原司 岡田結実安田大サーカス 青山浩之                      | 2013年 10月30日 |
| 20 | すごいおじいさんを探せ! - 鹿児島のホームラン王 - 調査1 120km/hの球に挑戦 - 調査2 ホームラン映像をスクープ - 4重跳びができるなわとびの達人                                                                                               | 岡田結実 竹原司                                             | 2013年 11月12日 |
| 21 | 叫び声で記録は伸びる!? - 調査1 ハンドボール投げ - 調査2 30メートル走 - 調査3 大根おろし - 調査4 針の糸通し | ソーズビー航洋 延命杏咲実藤野良孝                           | 2013年 11月26日 |
| 22 | すごいものを飼ってる小学校があるらしい!? - 調査1 横浜・肉食の生き物 ドチザメ - 調査2 新潟・巨大な生き物 闘牛の牛太郎 | ソーズビー航洋 黒澤美澪奈                                   | 2013年 12月03日 |
| 23 | みんなのスクープスペシャル4 - 麦茶＋オレンジジュース＝紅茶? - ヘヴィメタは早口ことばが得意? - 早口ことばが得意なのは? | 相澤侑我 長谷川ニイナ鈴木隆一 NoGoD団長 高山哲哉 林家木久蔵 | 2014年 01月14日 |
| 24 | 沖縄県は何でも大きい? - 調査1 お墓が大きい? - 調査2 市場に潜入捜査 - 調査3 大きい豆腐の食べ方は? - 調査4 沖縄の給食に出る巨大料理? - 追加調査 巨大給食の現場へ向かえ                                                                    | 岡田結実 山田陶子                                           | 2014年 01月20日 |
| 25 | 双子の行動はシンクロするか? - 調査1 待ち時間の行動 - 調査2 突然の一発ギャグ - 調査3 緊急時の対応 - 調査4 洋服のコーディネート | 島田太一 竹原司ザ・たっち                                   | 2014年 01月21日 |
| 26 | 沖縄の巨大生物を追え! - 調査1 海に巨大なイカがいる? - 調査2 街なかの川に謎の巨大生物? - 追加調査 巨大料理の味は? | 岡田結実 山田陶子                                           | 2014年 01月22日 |
| 27 | 大ブーム!インコの魅力を探れ - 調査1 インコカフェで聞き込み - 調査2 1日で言葉を教えられる? - 調査3 インコのスゴ技とは!? | ソーズビー航洋 中尾美晴                                     | 2014年 01月29日 |
| 28 | みんなのスクープ大連発スペシャル - 砂糖と塩 どっちが勝つ? - ワサビのツーンが消える裏技 - 寝耳に水 - 猫をかぶる - 濡れ衣を着せる | 野田真哉 山田陶子 ウド鈴木鈴木隆一                          | 2014年 02月18日 |
| 29 | 食べ過ぎを抑える方法をスクープせよ - みかんを食べる量を減らしたい - かけ声で食べすぎを防止 - 脳科学で食べ過ぎ防止 - 食べ合わせで食べ過ぎ防止 - みかんを1日5個に抑えられたか?                                                            | 竹原司 中里萌藤野良孝 満倉靖恵 鈴木隆一                     | 2014年 03月03日 |

## 古坂大魔王のワルラジ
2013年度の水曜日（3学期は変則編成あり）に放送。4分枠。
鈴木あきえ司会の「鈴木あきえのワルラジ女子会」も放送された（水曜日の同枠および夏休みの特別枠）。
| 回      | 相談                                         | てれび戦士                                      | 放送日          |
| ------- | -------------------------------------------- | ----------------------------------------------- | --------------- |
| 古坂 01 | 私きれい?と聞いてくる友達 どう返せばいい?    | 島田太一、野田真哉 長谷川ニイナ、山田陶子       | 2013年 04月03日 |
| 古坂 02 | 話に割り込まれたとき どうする?               | 竹原司、岡田結実 延命杏咲実、中里萌             | 2013年 04月10日 |
| 古坂 03 | 学校に遅刻したときの いいわけ                | 金子隼也、ソーズビー航洋 黒澤美澪奈、中尾美晴   | 2013年 04月17日 |
| 古坂 04 | イケメンに鼻毛が出てるのを 気づかせる方法    | 島田太一、相澤侑我 長谷川ニイナ、山田陶子       | 2013年 04月24日 |
| 古坂 05 | 先生に逆ギレする 友達を止めたい              | ソーズビー航洋、野田真哉 山田陶子、中尾美晴     | 2013年 05月08日 |
| 古坂 06 | 直接口をつけて飲んで ごめんなさい            | 島田太一、相澤侑我 岡田結実、中尾美晴           | 2013年 05月15日 |
| 古坂 07 | ネガティブと 言われない方法は?               | 金子隼也、延命杏咲実 長谷川ニイナ、黒澤美澪奈   | 2013年 05月22日 |
| 古坂 08 | 誰にもばれない 告白の方法は?                 | 島田太一、竹原司 山田陶子、中里萌               | 2013年 05月29日 |
| 女子 01 | 好きな人が二人 どちらに告白すればいい?       | 長谷川ニイナ、延命杏咲実 黒澤美澪奈、中尾美晴   | 2013年 06月12日 |
| 古坂 09 | 「生きてんの!」に どう返せばいい?            | 野田真哉、相澤侑我 長谷川ニイナ、山田陶子       | 2013年 06月19日 |
| 古坂 10 | ママ、パパの呼び方を 変えるタイミングは?     | 島田太一、竹原司 岡田結実、黒澤美澪奈           | 2013年 06月26日 |
| 古坂 11 | 幼なじみに 告白する方法は?                   | ソーズビー航洋、中里萌 延命杏咲実、中尾美晴     | 2013年 07月03日 |
| 女子 02 | 恋愛相談した親友に 裏切られた                | 長谷川ニイナ、岡田結実 山田陶子、中里萌         | 2013年 07月10日 |
| 女子 03 | てれび戦士女子の 好きなタイプ                | 長谷川ニイナ、岡田結実 山田陶子、中里萌         | 2013年 08月05日 |
| 古坂 12 | のぞくのを傷つけず やめさせたい              | ソーズビー航洋、野田真哉 山田陶子、中尾美晴     | 2013年 09月11日 |
| 古坂 13 | 「いつやるの?」の 新しい返し方は?            | 島田太一、竹原司 岡田結実、中里萌               | 2013年 09月18日 |
| 古坂 14 | 不思議な夢を教えて                           | 竹原司、ソーズビー航洋 延命杏咲実、山田陶子     | 2013年 09月25日 |
| 古坂 15 | モテる方法を教えて!                          | 金子隼也、岡田結実 長谷川ニイナ、黒澤美澪奈     | 2013年 10月09日 |
| 古坂 16 | ギャル語を使う友人に 注意する方法を教えて!   | 相澤侑我、長谷川ニイナ 黒澤美澪奈、中尾美晴     | 2013年 10月16日 |
| 古坂 17 | ビビったときに かわす方法を教えて!           | 竹原司、金子隼也 岡田結実、中尾美晴             | 2013年 10月23日 |
| 古坂 18 | リーダーシップを取る方法は?                  | 金子隼也、ソーズビー航洋 長谷川ニイナ、山田陶子 | 2013年 10月30日 |
| 古坂 19 | 無意識に歌うのを やめたい                    | 竹原司、相澤侑我 延命杏咲実、黒澤美澪奈         | 2013年 11月13日 |
| 古坂 20 | メガネのかわいい 上げ方を教えて!             | 島田太一、竹原司 金子隼也、中尾美晴             | 2013年 11月20日 |
| 古坂 21 | 友だちの家で食事が 口に合わないときは?       | 島田太一、金子隼也 岡田結実、中里萌             | 2013年 11月27日 |
| 古坂 22 | 好きな人の前で オナラをごまかす方法は?       | 竹原司、野田真哉 延命杏咲実、山田陶子           | 2013年 12月04日 |
| 古坂 23 | 写真を撮るとき 笑顔になる方法は?             | 野田真哉、長谷川ニイナ 山田陶子、中里萌         | 2014年 01月08日 |
| 古坂 24 | アニメキャラを 好きになったらいけないの?     | 竹原司、野田真哉 黒澤美澪奈、中里萌             | 2014年 01月21日 |
| 古坂 25 | 割り込みを 注意する方法は?                   | 島田太一、ソーズビー航洋 野田真哉、相澤侑我     | 2014年 01月22日 |
| 古坂 26 | 父親に「娘と結婚する」と 言われたら?         | 岡田結実、延命杏咲実 山田陶子、中尾美晴         | 2014年 01月28日 |
| 古坂 27 | 嫌な気持ちにさせず 友だちに帰ってもらうには? | 島田太一、相澤侑我 山田陶子、中尾美晴           | 2014年 02月12日 |
| 古坂 28 | 親に人と比べるのを やめさせるには?           | 金子隼也、竹原司 黒澤美澪奈、延命杏咲実         | 2014年 02月13日 |
| 古坂 29 | 転校するとき 最後のあいさつは?               | ソーズビー航洋、野田真哉 黒澤美澪奈、中里萌     | 2014年 02月19日 |

## 古坂大魔王のワルラジ ミニ 20秒で答えろ
2013年4月29日 - 2014年3月26日に放送。主に総集編回で放送された20秒枠のミニコーナー。
| 放送日          | てれび戦士     | 相談 |
| --------------- | -------------- | --- |
| 2013年 04月29日 | 岡田結実       | 私はおまんじゅうをよく食べるのですが、おまんじゅうを包んでいる袋に、薄皮がくっついてしまいます。どうすればいいですか?                                       |
| 04月30日        | 延命杏咲実     | 私はカメをかって3か月ぐらいたつんですが、いまだに名前がありません（涙）なにかいい名前はありませんか? ※カメはメスです!!                                      |
| 05月01日        | ソーズビー航洋 | わたしは算数が大嫌いです。頭の中が爆発しそうです。ソーズビー航洋さんも多分、算数が嫌いじゃないでしょうか… どうすればいいですか?                             |
| 05月02日        | 金子隼也       | 僕はサッカーをしています。試合のときに、堂々としたプレーができません。どうしたら、できるようになりますか?                                                   |
| 06月03日        | 竹原司         | 私は食べるのが大好きで、お腹いっぱい食べても、すぐつまみ食いしてしまいます。どうしたら、つまみ食いしないようになりますか?                                   |
| 06月05日        | 中里萌         | わたしはえのきは食べられるのですが、ほかのきのこは食べられません。どうしたら、食べられるようになるか、教えてください。                                      |
| 06月06日        | 黒澤美澪奈     | わたしはもう小学4年生なのですが、夜一人でお風呂に入れません。どうしたら一人で入れるようになりますか?                                                        |
| 06月06日        | 長谷川ニイナ   | 私は人見知りをしてしまいます。質問されても｢はい｣と言ったあと、なかなか話が続きません。どうすれば人見知りが直りますか?                                       |
| 07月17日        | 野田真哉       | もうすぐ抜ける歯がなかなか抜けません。抜けようとするとめちゃくちゃ痛いです。抜けるのが痛くならない方法はありませんか?                                       |
| 07月17日        | 山田陶子       | 私にはクセがあります。それはジャンプするクセです。うれしいときや楽しみなとき、ついジャンプしてしまいます。私のクセはおかしいでしょうか?                     |
| 07月18日        | 中尾美晴       | 先生の年は、明らかに40歳は越えているのに、20代と言い張るのですが… どう反応してあげればいいですか?                                                           |
| 07月18日        | 島田太一       | 私は消しゴムを最後まで使い切ることができません。最後まで使い切るにはどうすればいいですか?                                                                   |
| 07月22日        | 相澤侑我       | 私は、自分で物事を決めるのが苦手なので、友達に決めてもらったりしています。どうしたら、迷わずに自分で決められますか?                                         |
| 10月02日        | 岡田結実       | 学校で、3時間目くらいから、おなかがすいて、音が鳴ってしまいます。それも、テスト中など静かなときに限ってなります。音をごまかせる、いい方法はありませんか?    |
| 10月03日        | 竹原司         | 掃除の時間、男子は毎日ふざけています。注意しても｢だから?｣とか｢おまえに言われたくない｣とか言うんです!どう注意したら聞いてくれるでしょうか?                   |
| 10月03日        | 金子隼也       | 私の友達は、たまに歯に何か付いているときがあります。気を悪くせずに、教えてあげるにはどうしたらいいですか?                                                   |
| 11月06日        | 相澤侑我       | 私は動物が大好きなのですが、動物たちは私に懐いてくれません。知り合いの家のペットもすぐにどこかに行ってしまいます。どうすれば懐いてくれますか?               |
| 11月07日        | 岡田結実       | 私は中1なのにカレーは甘口しか食べられません。友達は中辛以上です。これは直したほうがいいのでしょうか?                                                        |
| 11月07日        | 金子隼也       | 僕は中2で身長が157cmしかありません。早寝早起きして牛乳も飲んでいるのに伸びません。どうすれば身長が伸びますか?                                               |
| 12月10日        | 中里萌         | 私はよく人違いをしてしまいすごく恥をかいてしまいます。そういうときどうごまかせばいいですか?                                                                 |
| 12月11日        | 島田太一       | 私は軽く5連敗してしまうほど｢じゃんけん｣と｢あっちむいてホイ｣が弱いです。どうすれば強くなりますか?                                                            |
| 12月11日        | 岡田結実       | いつも｢ナタデココ｣のことを｢ナタデデコ｣と言ってしまいます。どうやって直したらいいのでしょうか?                                                               |
| 12月12日        | 長谷川ニイナ   | 私はドジで足をよくぶつけます。注意深く歩いてもぶつけます。どうしたらいいのでしょうか?                                                                       |
| 12月12日        | 中尾美晴       | 私は立ち上がるときや座るとき｢よっこらしょ｣と言ってしまうクセがあります。どうすれば直せますか?                                                               |
| 12月18日        | 延命杏咲実     | 私のお母さんはクシャミをするときいつも私の方を向いてします。どうしたら私の方を向いてしなくなりますか?                                                       |
| 2014年 01月20日 | 中里萌         | 近所に猫をたくさん飼っている家があるのですが私が近づくとみんな逃げてしまいます。どうすれば猫と仲よくできますか?                                             |
| 01月22日        | 中尾美晴       | 私はものすごくスキップが苦手です。下手過ぎて友達にもからかわれるのですがどうやったらスキップがうまくなりますか?                                             |
| 02月05日        | 竹原司         | 私の悩みは飼い犬が犬用のお菓子を食べているの見ていると私も犬用のお菓子を思わず食べてしまうことです。このクセはどうすればやめられますか?                     |
| 02月18日        | 中尾美晴       | 私と姉の名前は1文字違いです。おじいちゃんおばあちゃん親戚さらに親まで名前を間違えます。どうすればちゃんと覚えてくれますか?                                  |
| 02月18日        | 黒澤美澪奈     | お姉ちゃんがいつも私にいらない物を渡してきます。断るとケンカになるので結局もらってしまいます。うまく断る方法を教えてください。                              |
| 03月05日        | 島田太一       | よく学校で｢おもしろい一発ギャグをやって｣と言われます。毎回やっててネタが切れそうです。おもしろい一発ギャグを教えてください。                                |
| 03月05日        | 延命杏咲実     | 友だちはズボンをパンツ スパゲティをパスタと言います。でも私はズボンはズボン スパゲティはスパゲティだと思うのですが言いかえたほうがいいですか?               |
| 03月06日        | 金子隼也       | いつも部活の途中で眠くなってしまいます。この前も3分ほど寝てしまいました。このままだと先輩に見つかって怒られます。眠くならない方法を教えてください。         |
| 03月12日        | 野田真哉       | クラスにとってもナルシストな人がいます。たとえば太陽がまぶしかった時｢今日も俺かっこよくてまぶしい?｣とか言ってきます。どうリアクションすればいいですか?      |
| 03月13日        | 相澤侑我       | みんなで意見を言い合えるのがいいなぁと思って生徒会に入りました。でも書記になってしまい書くのが精いっぱいで意見が言えません。どうすれば議論に参加できますか? |
| 03月17日        | ソーズビー航洋 | 友だちにおみやげをあげたら｢えー?ダサいからいらない｣と言われて頭にきました。こんなときどう言えばいいですか?                                                  |
| 03月26日        | 竹原司         | この前部活の合宿のときに友だちから｢寝相が悪い!けられた!｣と苦情を言われました。正直ショックです。どうすれば寝相がよくなりますか?                             |
| 03月26日        | 中里萌         | 先生にあいさつをするとき声が小さいのか気づいてもらえないことがあります。そこで怒られない程度のインパクトのあるあいさつを教えてください。                    |

## パズルの迷宮とゼロの秘宝
番組名
大!天才てれびくんスペシャル パズルの迷宮とゼロの秘宝
放送日時
2014年2月11日 火曜18:00 - 18:55 建国記念の日
収録会場
2014年1月11日 東京都多摩市 パルテノン多摩 2回公演
入場者：1495人（2回合計）
出演者
- 特命プロデューサー
  - 出川哲朗
- アシスタントプロデューサー
  - 鈴木あきえ ※1回目のステージはVTR出演のみ
- 怪しい男
  - チャンカワイ
- てれび戦士
  - 金子隼也
  - 島田太一
  - ソーズビー航洋
  - 野田真哉
  - 竹原司
  - 相澤侑我
  - 長谷川ニイナ
  - 岡田結実
  - 中里萌
  - 黒澤美澪奈
  - 中尾美晴
  - 山田陶子
  - 延命杏咲実
- 大門カイト
  - 浅沼晋太郎（声）
- ナレーション
  - 垂木勉

歌
1. 「水晶庭園」黒澤美澪奈、山田陶子
2. 「Jump'n'Jive 踊れ!」ソーズビー航洋、野田真哉、竹原司、相澤侑我
3. 「告白」てれび戦士2013

スタッフ
- 脚本：小林英造
- パズル監修：郷内邦義
- 振付：朝日太一
- 歌唱指導：Noriko K
- アートディレクション：浦野康介
- 衣装デザイン：広瀬水音
- 美術：三條真佐美
- 技術：安村達治
- 撮影：小野寺秀樹
- 照明：生水徹
- 音声：石川潤
- 音響効果：塚田大
- 映像技術：野村聖史
- CG制作：斎藤宜之
- 編集：村上安弘
- 演出：竹村大輔
- 制作統括：坂田淳

出典

## イベント
| 期間別 | MAX - 大! - Let's |

演劇イベント
- 迷走劇場ウラシマ
- 真夏の夜の虫
- パズルの迷宮とゼロの秘宝

公開生放送
- 渋谷DEどーも 双方向まつり 公開生放送スペシャル「大!天才てれびくん」

NHK文化祭
- 大!天才てれびくんスペシャルステージ in NHK文化祭2012
期間：2012年11月3日 - 11月4日
会場：NHK放送センター 野外特設ステージ
備考：2012年11月15日「大!木曜LIVE」で一部紹介。
- 大!天才てれびくん 激闘!カテゴリング オンステージ in NHK文化祭2013
期間：2013年11月3日 - 11月4日
会場：NHK放送センター 野外特設ステージ